# Liste der U-Boote der S-Klasse (1931)
Die S-Klasse war die meistgebaute U-Boot-Klasse der britischen Marine aller Zeiten. Die U-Boote wurden hauptsächlich im Zweiten Weltkrieg eingesetzt.

## 1930 bis 1938
Zwischen 1930 und 1933 werden vier U-Boote der ersten Baugruppe gebaut. Bis 1937 folgen die acht Boote der vergrößerten zweiten Baugruppe.
| Datum              | |
| ------------------ | --- |
| 1. Dezember 1930   | Swordfish (N61) wird auf der Marinewerft Chatham in Chatham auf Kiel gelegt.                                |
| 3. Januar 1931     | Sturgeon (N73) wird auf der Marinewerft Chatham auf Kiel gelegt.                                            |
| 14. September 1931 | Seahorse (96S) wird auf der Marinewerft Chatham auf Kiel gelegt.                                            |
| 29. September 1931 | Starfish (19S) wird auf der Marinewerft Chatham auf Kiel gelegt                                             |
| 10. November 1931  | HMS Swordfish läuft vom Stapel.                                                                             |
| 8. Januar 1932     | HMS Sturgeon läuft vom Stapel.                                                                              |
| 15. November 1932  | HMS Seahorse läuft vom Stapel.                                                                              |
| 28. November 1932  | Die Royal Navy stellt HMS Swordfish in Dienst.                                                              |
| 27. Februar 1933   | Die Royal Navy stellt HMS Sturgeon in Dienst.                                                               |
| 14. März 1933      | HMS Starfish läuft bei der Marinewerft Chatham vom Stapel.                                                  |
| 16. Mai 1933       | Sealion (N72) wird bei der Cammel Laird Shipyard in Birkenhead auf Kiel gelegt.                             |
| 12. Juni 1933      | Shark (N54) wird auf der Marinewerft Chatham auf Kiel gelegt.                                               |
| 15. Juni 1933      | Salmon (N65) wird bei der Cammel Laird Shipyard in Birkenhead auf Kiel gelegt.                              |
| 18. September 1933 | Snapper (N39) wird auf der Marinewerft Chatham auf Kiel gelegt.                                             |
| 2. Oktober 1933    | Die Royal Navy stellt HMS Seahorse in Dienst.                                                               |
| 27. Oktober 1933   | Die Royal Navy stellt HMS Starfish in Dienst.                                                               |
| 16. März 1934      | HMS Sealion läuft vom Stapel.                                                                               |
| 30. April 1934     | HMS Salmon läuft vom Stapel.                                                                                |
| 25. Mai 1934       | Seawolf (N47) wird bei der Scott’s Shipbuilding & Engineering Co. in Greenock (Schottland) auf Kiel gelegt. |
| 31. Mai 1934       | HMS Shark läuft vom Stapel.                                                                                 |
| 25. Oktober 1934   | HMS Snapper läuft vom Stapel.                                                                               |
| 21. Dezember 1934  | Die Royal Navy stellt HMS Sealion in Dienst.                                                                |
| 31. Dezember 1934  | Die Royal Navy stellt HMS Shark in Dienst.                                                                  |
| 8. März 1935       | Die Royal Navy stellt HMS Salmon in Dienst.                                                                 |
| 23. Mai 1935       | Spearfish (N69) wird bei der Cammell Laird Shipyard in Birkenhead auf Kiel gelegt.                          |
| 14. Juni 1935      | Die Royal Navy stellt HMS Snapper in Dienst.                                                                |
| 22. Juli 1935      | Sunfish (N81) wird bei der Cammel Laird Shipyard in Birkenhead auf Kiel gelegt.                             |
| 30. September 1935 | HMS Sunfish läuft vom Stapel.                                                                               |
| 28. November 1935  | HMS Seawolf läuft vom Stapel.                                                                               |
| 12. März 1936      | Die Royal Navy stellt HMS Seawolf in Dienst.                                                                |
| 21. April 1936     | HMS Spearfish läuft vom Stapel.                                                                             |
| 14. Juli 1936      | Sterlet (N22) wird bei der Marinewerft Chatham auf Kiel gelegt.                                             |
| 11. Dezember 1936  | Die Royal Navy stellt HMS Spearfish in Dienst.                                                              |
| 2. Juli 1937       | Die Royal Navy stellt HMS Sunfish in Dienst.                                                                |
| 22. September 1937 | HMS Sterlet läuft vom Stapel.                                                                               |
| 6. April 1938      | Die Royal Navy stellt HMS Sterlet in Dienst.                                                                |

## 1939
Der Zweite Weltkrieg beginnt am 1. September 1939 mit dem deutschen Angriff auf Polen. Am 3. September kommen Frankreich und Großbritannien ihren Bündnisverpflichtungen nach und erklären Deutschland den Krieg. Die letzten polnischen Einheiten kapitulieren am 6. Oktober. Der Krieg im Westen wird auch als Sitzkrieg bezeichnet, weil es zu keinen nennenswerten Kampfhandlungen kommt. Lediglich auf See gibt es einige Gefechte, an denen auch britische S-Boote beteiligt sind.
| Datum              | |
| ------------------ | --- |
| 3. September 1939  | HMS Spearfish wird 11:04 Uhr, also genau 4 Minuten nach Inkrafttreten der britischen Kriegserklärung an Deutschland, von einem deutschen U-Boot erfolglos angegriffen. Das war die erste Kampfhandlung zwischen deutschen und britischen Einheiten im Zweiten Weltkrieg. |
| 14. September 1939 | HMS Sturgeon greift 50 NM ostsüdöstlich von Aberdeen (Schottland) bei Position 56° 22′ N, 1° 28′ O irrtümlich die HMS Swordfish mit drei Torpedos an. Die Torpedos verfehlen das Ziel. |
| 17. September 1939 | HMS Seahorse greift in der Nordsee bei Position 56° 42′ N, 0° 52′ O das deutsche U-Boot U 36 vergeblich mit vier Torpedos an. |
| 6. Oktober 1939    | HMS Seawolf greift 35 NM westlich von Skagen (Dänemark) bei Position 57° 39′ N, 9° 28′ O den deutschen leichten Kreuzer Nürnberg und das deutsche Torpedoboot Falke erfolglos an. |
| 6. November 1939   | HMS Sealion greift auf der Doggerbank bei Position 55° 10′ N, 2° 11′ O das deutsche U-Boot U 21 mit sechs Torpedos erfolglos an. |
| 20. November 1939  | HMS Sturgeon erreicht den ersten Kampferfolg eines britischen U-Bootes im Zweiten Weltkrieg und versenkt 100 NM westlich von Helgoland (Deutschland) bei Position 54° 32′ N, 5° 10′ O das deutsche Vorpostenboot V-209/Gauleiter Telschow (428 BRT) mit Torpedos. |
| 4. Dezember 1939   | HMS Salmon torpediert und versenkt das deutsche U-Boot U 36 in der Nordsee südwestlich von Kristiansand bei Position 57° 0′ N, 2° 47′ O Die gesamte Besatzung von 40 Mann wird getötet. |
| 13. Dezember 1939  | HMS Salmon entdeckt bei Position 56° 47′ N, 4° 0′ O einen großen deutschen Verband, bestehend aus den drei leichten Kreuzern Nürnberg, Leipzig und Köln und den fünf Zerstörern Z 19 Hermann Künne, Z 14 Friedrich Ihn, Z 15 Erich Steinbrinck, Z 4 Richard Beitzen und Z 8 Bruno Heinemann. Das britische U-Boot greift aus großer Entfernung mit Torpedos an und trifft die Nürnberg am Bug und die Leipzig mittschiffs. Die beiden Kreuzer werden schwer beschädigt und müssen repariert werden. Die Nürnberg muss bis Mai 1940 und die Leipzig bis November 1940 in die Werft. |

## 1940
Am 10. April landen im Rahmen des Unternehmens Weserübung starke deutsche Kräfte in Dänemark und Norwegen. Beide Länder werden in kurzer Zeit besetzt. Die S-Klasse-U-Boote bewähren sich im Kampf gegen die Invasionsflotte, müssen aber auch schwere Verluste hinnehmen. Im Jahr 1940 gehen sieben Boote der Klasse im Kampf verloren. Nachdem Deutschland am 10. Mai auch im Westen eine Offensive beginnt, die mit der Niederlage Frankreichs am 22. Juni endet und Italien am 10. Juni in den Krieg eintritt, werden auch die Biskaya und das Mittelmeer Operationsgebiet britischer U-Boote. Schon im Juni beginnen die ersten italienischen Luftangriffe auf Malta. Die strategisch wichtige britische Kolonie wird bis 1942 von der Achse belagert. Im September kommt es zu ersten Kampfhandlungen in Nordafrika. In der Atlantikschlacht versenken deutsche U-Boote mit relativ geringen eigenen Verlusten viele alliierte Schiffe.
| Datum              | |
| ------------------ | --- |
| 7. Januar 1940     | Seahorse verlässt am 26. Dezember 1939 Blyth und wird seit dem vermisst. Das U-Boot wird wahrscheinlich 15 sm nordwestlich Helgolands auf der Position 54° 19′ N, 7° 30′ O durch deutsche Wasserbomben versenkt, keine Überlebenden. (Möglicherweise wurde die Seahorse schon am 29. Dezember 1939 von dem deutschen Sperrbrecher Oakland südöstlich von Helgoland gerammt und versenkt.) |
| 8. Januar 1940     | Satyr (P214) wird bei der Scott’s Shipbuilding & Engineering Co. in Greenock (Schottland) auf Kiel gelegt. |
| 9. Januar 1940     | HMS Starfish greift nahe Helgoland auf der Position 55° 0′ N, 7° 10′ O ein deutsches Minensuchboot erfolglos an. Das Boot wird durch deutsche Wasserbombenangriffe beschädigt, muss auftauchen und sich anschließend ergeben. Die Deutschen nehmen das aufgebrachte U-Boot in Schlepptau. Beim Abtransport sinkt es. Die gesamte Besatzung kann sich retten und geht in Kriegsgefangenschaft. |
| 19. Februar 1940   | HMS Sunfish greift 30 NM nordöstlich von Helgoland bei Position 54° 28′ N, 7° 11′ O das deutsche U-Boot U 14 erfolglos mit vier Torpedos an. |
| 9. April 1940      | HMS Sunfish versenkt im Kattegat bei Position 58° 13′ N, 11° 13′ O den deutschen Transporter Amasis (7129 BRT) mit Torpedos. |
| 10. April 1940     | HMS Sunfish greift im Kattegat erfolglos den deutschen Frachter Hanau (5892 BRT) und ein kleines Vorpostenboot an. Am selben Tag torpediert und versenkt das britische U-Boot bei Position 58° 3′ N, 11° 0′ O das deutsche Transportschiff Antares (2593 BRT). |
| 11. April 1940     | - Das deutsche Transportschiff August Leonhard (2593 BRT) sinkt im Skagerrak bei Position 56° 29′ N, 11° 43′ O durch einen Torpedoangriff von HMS Sealion. - HMS Spearfish greift 6 NM nördlich von Skagen bei Position 57° 50′ N, 11° 0′ O den schweren Kreuzer Lützow mit Torpedos an. Das deutsche Panzerschiff wird schwer beschädigt und ist erst im März 1941 wieder einsatzfähig. |
| 12. April 1940     | HMS Snapper versenkt vor Larvik bei Position 58° 53′ N, 10° 43′ O den kleinen deutschen Tanker Moonsund (322 BRT) mit dem Deckgeschütz. |
| 13. April 1940     | HMS Sunfish torpediert und beschädigt im Kattegat bei Position 58° 1′ N, 11° 20′ O die deutsche U-Boot-Falle Schiff 40 / Schürbeck. |
| 14. April 1940     | - HMS Sunfish versenkt im Kattegat bei Position 57° 42′ N, 10° 54′ O die deutsche U-Boot-Falle Schiff 35 / Oldenburg. - HMS Snapper versenkt im Skagerrak bei Position 58° 10′ N, 10° 59′ O den deutschen Transporter Florida (6150 BRT) mit Torpedos. - HMS Sterlet torpediert im Skagerrak bei Position 58° 40′ N, 9° 56′ O das deutsche Artillerieschulschiff Brummer. Das für die Invasion in Nordeuropa als Transporter genutzte Schulschiff wird schwer getroffen und sinkt am 15. April.                                                            |
| 15. April 1940     | Die deutschen Hilfsminensucher M 1701/H.M. Behrens (525 BRT) und M 1702 / Carsten Janssen (472 BRT) werden nordöstlich von Skagen bei Position 57° 55′ N, 10° 53′ O von HMS Snapper torpediert und versenkt. |
| 18. April 1940     | - HMS Seawolf versenkt im Skagerrak bei Position 58° 9′ N, 10° 32′ O das deutsche Frachtschiff Hamm (5874 BRT). - Sterlet wird wahrscheinlich im Skagerrak bei Position 58° 55′ N, 10° 10′ O von den deutschen U-Jägern UJ-125, UJ-126 und UJ-128 versenkt, keine Überlebenden. Möglicherweise ging das U-Boot auch auf dem Rückweg zur Basis durch einen Minentreffer verloren. |
| 20. April 1940     | HMS Swordfish greift 17 NM vor Larvik bei Position 58° 48′ N, 10° 19′ O das deutsche Transportschiff Santos (5943 BRT) erfolglos mit sechs Torpedos an. |
| 6. Mai 1940        | - HMS Sealion greift 19 NM südwestlich von Vaderob (Norwegen) den deutschen Transporter Moltkefels (7862 BRT) mit drei Torpedos an, trifft aber nicht. - HMS Snapper greift östlich von Dänemark bei Position 55° 35′ N, 7° 16′ O den deutschen Hilfskreuzer Widder erfolglos mit zwei Torpedos an. |
| 20. Mai 1940       | HMS Spearfish versenkt in der Nordsee bei Position 55° 0′ N, 3° 0′ O die dänischen Fischfangfahrzeuge S. 130 und S. 175 mit dem Deckgeschütz. |
| 5. Juni 1940       | Safari (P211) wird bei Cammel Laird in Birkenhead auf Kiel gelegt. |
| 25. Juni 1940      | Snapper torpediert und versenkt südlich von Stavanger (Norwegen) bei Position 58° 54′ N, 5° 5′ O den deutschen Kriegsfischkutter V 1107 / Portland (286 BRT). |
| 3. Juli 1940       | - HMS Snapper versenkt den norwegischen Frachter Cygnus (1334 BRT) westlich von Hadryet bei Position 58° 13′ N, 5° 6′ O mit Torpedos. - HMS Sealion greift vor dem Boknafjord einen deutschen Geleitzug mit sechs Torpedos erfolglos an. Die Geleitschiffe belegen anschließend das britische U-Boot mit Wasserbomben. Die Sealion kann entkommen. |
| 5. Juli 1940       | Sahib (P212) wird bei Cammel Laird in Birkenhead auf Kiel gelegt. |
| 6. Juli 1940       | Am 5. Juli 1940 wird die Shark von deutschen Seeflugzeugen bombardiert und schwer getroffen. Zwei Matrosen werden getötet, 17 verwundet. Das beschädigte U-Boot muss auftauchen und wird von den deutschen Hilfsminensuchern M 1803, M 1806 und M 1807 aufgebracht. Die britische Einheit ergibt sich und wird von den Hilfsminensuchern in Schlepp genommen. Die Shark sinkt am folgenden Tag beim Abschleppen 25 sm westsüdwestlich vor Egersund auf der Position 58° 18′ N, 5° 13′ O. Die überlebenden Seeleute gehen in deutsche Kriegsgefangenschaft. |
| 8. Juli 1940       | HMS Sealion torpediert vor Obrestadt den gestrandete deutschen Transporter Palime. Der Frachter war am 5. Juni 1940 auf eine von dem Porpoise-Klasse-U-Minenleger HMS Narwhal gelegte Seemine gelaufen. |
| 16. Juli 1940      | - HMS Salmon verlässt am 4. Juli 1940 seine Basis. Der letzte Funkkontakt zum Boot konnte am 12. Juli hergestellt werden. Das U-Boot gilt seit dem 16. Juli mit der gesamten Besatzung als vermisst. Wahrscheinlich lief die HMS Salmon auf eine deutsche Seemine. - HMS Saracen (P 247) wird bei Cammel Laird in Birkenhead auf Kiel gelegt. |
| 25. Juli 1940      | Sceptre (P215) wird bei der Scott’s Shipbuilding & Engineering Co. in Greenock (Schottland) auf Kiel gelegt. |
| 28. Juli 1940      | HMS Swordfish bringt in der Nordsee bei Position 55° 33′ N, 1° 31′ O die norwegische Yacht Maski auf. An Bord befinden sich vier norwegische Flüchtlinge auf dem Weg nach Großbritannien. Die Norweger werden aufgenommen, die Yacht mit dem Deckgeschütz versenkt. |
| 29. Juli 1940      | HMS Sealion greift südwestlich von Stavanger bei Position 58° 21′ N, 4° 24′ O das deutsche U-Boot U 62 erfolglos mit Torpedos und Artillerie an. |
| 1. August 1940     | Das deutsche U-Boot U 34 versenkt 130 NM nordöstlich von Aberdeen bei Position 58° 7′ N, 1° 32′ O Spearfish. Die gesamte Besatzung findet den Tod. |
| 4. August 1940     | HMS Sealion versenkt vor Homborsund bei Position 58° 17′ N, 8° 38′ O den norwegischen Frachter Toran (3318 BRT). |
| 6. August 1940     | HMS Sealion greift vor Kristiansand bei Position 57° 51′ N, 7° 24′ O den deutschen Transporter Cläre Hugo Stinnes (5295 BRT) erfolglos mit vier Torpedos an. |
| 10. August 1940    | P222 wird bei Vickers-Armstrong in Barrow auf Kiel gelegt. |
| 16. August 1940    | Seraph (P219) wird bei Vickers-Armstrong in Barrow auf Kiel gelegt. |
| 2. September 1940  | HMS Sturgeon versenkt 15 NM nördlich von Skagen bei Position 57° 58′ N, 10° 45′ O den deutschen Truppentransporter Pionier (3624 BRT). |
| 10. September 1940 | HMS Sturgeon greift bei Position 57° 25′ N, 6° 19′ O das deutsche U-Boot U 43 mit sechs Torpedos ohne Erfolg an. |
| 1. Oktober 1940    | HMS Swordfish greift im Ärmelkanal 12 sm nordöstlich Cherbourg bei Position 49° 48′ N, 1° 24′ W die deutschen Torpedoboote Falke und Kondor erfolglos mit Torpedos an. |
| 3. November 1940   | HMS Sturgeon torpediert und versenkt das dänische Handelsschiff Sigrun (1337 BRT) 10 sm vor Larvik auf der Position 59° 1′ N, 10° 20′ O. |
| 6. November 1940   | HMS Sturgeon versenkt das norwegische Handelsschiff Delfinus (1294 BRT) westlich von Hå auf der Position 58° 34′ N, 5° 37′ O mit Torpedos. |
| 13. November 1940  | Shakespeare (P221) wird bei Vickers-Armstrong in Barrow auf Kiel gelegt. |
| 16. November 1940  | Swordfish verlässt ihre Basis in Portsmouth am 7. November die Basis und gilt seit dem 16. November als vermisst in der Biskaya. Das U-Boot ist wahrscheinlich auf eine deutsche Seemine gelaufen. Es gab keine Überlebenden. Das Wrack wurde im Juli 1983 entdeckt und liegt in 46 m Tiefe auf der Position 50° 24′ 30″ N, 1° 21′ 0″ W. |
| 5. Dezember 1940   | HMS Sunfish versenkt vor Sildegapet auf der Position 62° 3′ N, 5° 6′ O das finnische Handelsschiff Oscar Midling (2182 BRT) mit Torpedos. |
| 7. Dezember 1940   | HMS Sunfish torpediert und beschädigt das norwegische Handelsschiff Dixie (1715 BRT) vor Stadlandet bei Position 62° 10′ N, 5° 5′ O. |
| 31. Dezember 1940  | Sea Dog (P216) und Sibyl (P217) werden bei Cammel Laird in Birkenhead auf Kiel gelegt. |

## 1941
Nach einem weiteren Verlust schrumpft die Anzahl der S-Boote auf lediglich vier Einheiten, die hauptsächlich vor Norwegen und in der Biscaya patrouillieren. Im Frühjahr erobern deutsche und italienische Kräfte Jugoslawien und Griechenland. Am 22. Juni greifen Deutschland und seine europäischen Verbündeten die Sowjetunion an und können erst am Jahresende in der Schlacht um Moskau gestoppt werden.
Auch in Afrika besetzen die deutschen und italienischen Armeen große Gebiete und belagern Tobruk, werden aber im November von britischen und Commonwealth-Truppen auf ihre Ausgangsstellungen zurückgeworfen. In der Atlantikschlacht müssen die deutschen U-Boote erste empfindliche Verluste hinnehmen, sind aber mit der im Sommer neu eingeführten Wolfsrudeltaktik weiterhin erfolgreich. Die Versenkung der Bismarck im Mai bedeutet das Ende großangelegter offensiver Überwasseraktionen der Kriegsmarine. Eine größere Anzahl deutscher U-Boote wird ins Mittelmeer verlegt, um die alliierte Versorgung Maltas anzugreifen.
Am 7. Dezember greift Japan den US-amerikanischen Marinestützpunkt Pearl Harbour an. Am folgenden Tag beginnt die Japanische Invasion der Malaiischen Halbinsel. Am 11. Dezember erklärt Deutschland den USA den Krieg. Weitere gegenseitige Kriegserklärungen zwischen Achsenstaaten und Alliierten folgen. Der Krieg wird endgültig zum Weltkrieg.
| Datum              | |
| ------------------ | --- |
| 1. Februar 1941    | Surf (P239) wird bei Cammel Laird in Birkenhead auf Kiel gelegt. |
| 5. Februar 1941    | HMS Sealion versenkt vor Honningsvåg den norwegischen Frachter Ryfylke (1151 BRT). |
| 12. Februar 1941   | Snapper verlässt die Basis in Clyde, um in der Biskaya vor Ouessant zu patrouillieren. Das Boot und die gesamte Besatzung gilt seit dem 12. Februar als vermisst. Wahrscheinlich lief Snapper auf eine Seemine. Eine weitere Möglichkeit ist, dass das U-Boot in der Nacht vom 10. auf den 11. Februar von deutschen Minensuchern mit Wasserbomben versenkt wurde. |
| 7. März 1941       | Splendid (P228) wird auf der Marinewerft Chatham auf Kiel gelegt. |
| 14. April 1941     | Sea Rover (P218) wird bei der Scott’s Shipbuilding & Engineering Co. in Greenock (Schottland) auf Kiel gelegt. |
| 24. April 1941     | Sirdar (P226) wird bei der Scott’s Shipbuilding & Engineering Co. in Greenock (Schottland) auf Kiel gelegt. |
| 6. Mai 1941        | Sea Nymph (P223) wird bei Cammel Laird in Birkenhead auf Kiel gelegt. |
| 8. Mai 1941        | Sickle (P224) wird bei Cammel Laird in Birkenhead auf Kiel gelegt. |
| 1. Juli 1941       | Sportsman (P229) wird auf der Marinewerft Chatham auf Kiel gelegt. |
| 7. Juli 1941       | HMS Sealion versenkt vor Ouessant die beiden französischen Fischereifahrzeuge Gustav Eugene (120 BRT) und Gustav Jeanne mit dem Deckgeschütz. |
| 8. Juli 1941       | HMS Sealion versenkt vor Ouessant das französische Fischereifahrzeug Christus Regant (28 BRT) mit dem Deckgeschütz. |
| 9. Juli 1941       | HMS Sealion versenkt vor Ouessant das französische Fischereifahrzeug St Pierre d’Alcantara (329 BRT) mit dem Deckgeschütz. |
| 14. Juli 1941      | HMS Simoom (P225) wird bei Cammel Laird in Birkenhead auf Kiel gelegt. |
| 10. September 1941 | Stubborn (P238) wird bei Cammel Laird in Birkenhead auf Kiel gelegt. |
| 19. September 1941 | Spiteful (P227) wird bei der Scott’s Shipbuilding & Engineering Co. in Greenock (Schottland) auf Kiel gelegt. |
| 20. September 1941 | HMS P222 läuft vom Stapel. |
| 14. Oktober 1941   | Syrtis (P241) wird bei Cammel Laird in Birkenhead auf Kiel gelegt. |
| 25. Oktober 1941   | HMS Seraph läuft vom Stapel. |
| 18. November 1941  | - HMS Safari läuft vom Stapel. - HMS Sealion versenkt vor dem Laksefjord den norwegischen Tanker Vesco (331 BRT) bei Position 70° 57′ N, 26° 50′ O. |
| 5. Dezember 1941   | HMS Sealion versenkt bei Position 71° 7′ N, 27° 54′ O den norwegischen Frachter Island. (638 BRT) |
| 8. Dezember 1941   | HMS Shakespeare läuft vom Stapel. |

## 1942
Die Royal Navy stellt im Laufe des Jahres 13 neue S-Klasse-Uboote in Dienst. Die Neubauten werden hauptsächlich im Mittelmeer gegen die Nachschublinien der Achse eingesetzt. Im Mai fällt die Festung Tobruk und die italienisch-deutschen Einheiten stoßen anschließend bis El Alamein in Ägypten vor, wo sie im Oktober zur Umkehr gezwungen werden. Am 8. November landen die US-Amerikaner in den französischen Besitzungen in Nordafrika. (Operation Torch) Anschließend besetzt Deutschland auch Südfrankreich. Im Süden der Ostfront sind die Achsenmächte weiter auf dem Vormarsch, kommen aber im August vor Stalingrad zum Stillstand. In der Atlantikschlacht erreichen deutsche U-Boote immer noch Rekorde. Im Juni werden 124 alliierte Transportschiffe mit 600.000 BRT versenkt. An den pazifischen Fronten erobern die Japaner unter anderem Malaya, Singapur, die Philippinen, Holländisch Ostindien und stoßen bis Neuguinea und in die Südsee vor, erleiden aber im Sommer in der Schlacht um Midway eine erste Niederlage.
| Datum              | |
| ------------------ | --- |
| 19. Januar 1942    | HMS Sahib und HMS Splendid laufen vom Stapel. |
| 16. Februar 1942   | HMS Saracen läuft vom Stapel. |
| 4. März 1942       | Die Royal Navy stellt P222 in Dienst. |
| 14. März 1942      | Die Royal Navy stellt HMS Safari in Dienst. |
| 4. April 1942      | Stonehenge (P232) wird bei Cammel Laird in Birkenhead auf Kiel gelegt. |
| 15. April 1942     | Stratagem (P234) wird bei Cammel Laird in Birkenhead auf Kiel gelegt. |
| 17. April 1942     | - Shalimar (P242) wird auf der Marinewerft Chatham auf Kiel gelegt. - Strongbow (P235) wird bei der Scott’s Shipbuilding & Engineering Co. in Greenock (Schottland) auf Kiel gelegt. - Sportsman läuft vom Stapel. |
| 29. April 1942     | HMS Sibyl läuft vom Stapel. |
| 13. Mai 1942       | Die Royal Navy stellt HMS Sahib in Dienst. |
| 10. Juni 1942      | Die Royal Navy stellt HMS Seraph in Dienst. |
| 11. Juni 1942      | HMS Sea Dog läuft vom Stapel. |
| 18. Juni 1942      | Stoic (P231) wird bei Cammel Laird in Birkenhead auf Kiel gelegt. |
| 23. Juni 1942      | Storm (P233) wird bei Cammel Laird in Birkenhead auf Kiel gelegt. |
| 27. Juni 1942      | Die Royal Navy stellt HMS Saracen in Dienst. |
| 10. Juli 1942      | Die Royal Navy stellt HMS Shakespeare in Dienst. |
| 12. Juli 1942      | HMS Safari versenkt vor Orosei (Sardinien) das italienische Segelschiff Adda (792 BRT) mit dem Deckgeschütz. |
| 15. Juli 1942      | HMS Safari beschädigt vor Orosei das italienische Handelsschiff Tigrai (1302 BRT) mit dem Deckgeschütz. |
| 27. Juli 1942      | P222 bringt im Mittelmeer vor Cabo de Palos (bei Cartagena / Spanien) das vichyfranzösische Handelsschiff Mitidja (3286 BRT) auf. Die Prise wird geentert und von dem britischen Zerstörer HMS Wrestler nach Gibraltar eskortiert. |
| 29. Juli 1942      | HMS Sea Nymph läuft vom Stapel. |
| 3. August 1942     | HMS Saracen torpediert und versenkt nordöstlich der Färöer-Inseln bei Position 62° 48′ N, 0° 12′ W das deutsche U-Boot U 335. |
| 8. August 1942     | Die Royal Navy stellt HMS Splendid in Dienst. |
| 12. August 1942    | HMS Sturgeon torpediert und versenkt das deutsche Handelsschiff Boltenhagen (3335 BRT) südlich von Norwegen bei Position 58° 8′ N, 6° 25′ O. |
| 16. August 1942    | - HMS Safari beschädigt vor Orosei ein Segelschiff mit dem Deckgeschütz. - Die Royal Navy stellt HMS Sibyl in Dienst. |
| 17. August 1942    | HMS Safari versenkt 11 NM vor Orosei das italienische Segelschiff Ausonia (218 BRT) mit dem Deckgeschütz. |
| 18. August 1942    | HMS Safari versenkt 15 NM vor Serpentara (Sardinien) den italienischen Frachter Perseo (5225 BRT) mit Torpedos. |
| 27. August 1942    | HMS Sickle läuft vom Stapel. |
| 12. September 1942 | HMS Sahib versenkt vor der Isola Rossa di Teulada (Sardinien) das italienische Segelboot Ina S. (24 BRT) mit Bordartillerie und Sprengladungen. |
| 14. September 1942 | HMS Sahib versenkt westlich von Sardinien ein italienisches Segelschiff mit dem Deckgeschütz. |
| 16. September 1942 | HMS Sahib versenkt westlich von Sardinien ein italienisches Segelschiff mit dem Deckgeschütz. |
| 24. September 1942 | Die Royal Navy stellt HMS Sea Dog in Dienst. |
| 28. September 1942 | HMS Satyr läuft vom Stapel. |
| 2. Oktober 1942    | HMS Safari greift in der Adria vor dem kroatischen Hafen Korčula bei Position 42° 56′ N, 17° 17′ O das italienische Transportschiff Veglia (896 BRT) mit Torpedos und Artillerie an. Das ehemalige jugoslawische Schiff (Kosovo) kann trotz der schweren Schäden gerettet werden, wird aber später zum Totalverlust erklärt. |
| 5. Oktober 1942    | HMS Safari torpediert und beschädigt das italienische Frachtschiff Eneo (545 BRT) südlich des kroatischen Hafens Sebenik bei Position 43° 38′ N, 15° 52′ O. |
| 10. Oktober 1942   | Spark (P236) wird bei der Scott’s Shipbuilding & Engineering Co. in Greenock (Schottland) auf Kiel gelegt. |
| 12. Oktober 1942   | HMS Simoom läuft vom Stapel. |
| 20. Oktober 1942   | - HMS Safari versenkt vor der tunesischen Küste bei Position 34° 45′ N, 12° 31′ O das italienische Transportschiff Titania (5397 BRT) mit Torpedos. Die Titania wurde am 19. Oktober von dem britischen U-Boot HMS Unbroken mit Torpedos beschädigt und befand sich während des Angriffes im Schlepptau des italienischen Zerstörers Ascari. - HMS Seraph setzt an der algerischen Küste den amerikanischen General Mark W. Clark ab. Clarks Aufgabe war, mit der vichyfranzösischen Militärführung in Nordafrika zu verhandeln, um die Operation Torch politisch vorzubereiten. |
| 27. Oktober 1942   | Spirit (P245) wird bei Cammel Laird in Birkenhead auf Kiel gelegt. |
| 2. November 1942   | Statesman (P246) wird bei Cammel Laird in Birkenhead auf Kiel gelegt. |
| 3. November 1942   | Die Royal Navy stellt HMS Sea Nymph in Dienst. |
| 5. November 1942   | HMS Seraph nimmt bei Toulon den aus deutscher Kriegsgefangenschaft geflohenen französischen General Henri Giraud. |
| 9. November 1942   | HMS Saracen torpediert und versenkt nördlich San Vito lo Capo (Sizilien) das italienische U-Boot Granito (630 ts) bei Position 38° 34′ N, 12° 9′ O. |
| 11. November 1942  | HMS Stubborn läuft vom Stapel. |
| 13. November 1942  | HMS Safari versenkt östlich von Sousse (Tunesien) das italienische Schiff Bice (269 BRT) mit dem Deckgeschütz. |
| 14. November 1942  | HMS Sahib versenkt vor Kap Milazzo (Sizilien) den italienischen Transporter Scillin (1579 BRT) mit Torpedos. Auf dem Schiff befanden sich sehr viele alliierte Kriegsgefangene. Über 780 Kriegsgefangene und 165 Italiener ertrinken. Die Sahib kann lediglich 60 Mann retten. |
| 16. November 1942  | - HMS Safari torpediert und versenkt vor der libyschen Küste bei Position 30° 28′ N, 18° 48′ O den deutschen Transporter Hans Arp (2645 BRT). - HMS Saracen greift bei Position 37° 30′ N, 10° 40′ O einen Geleitzug der Achse mit einem Dreierfächer an. Kein Torpedo trifft. - HMS Splendid versenkt 15 NM nordwestlich von Gorgona (Italien) bei Position 43° 34′ N, 9° 37′ O den italienischen Hilfs-U-Jäger San Paolo (209 BRT). |
| 17. November 1942  | HMS Safari versenkt vor Misratah (Libyen) den deutschen Leichter F 346 (220 BRT) mit einem Torpedo. |
| 21. November 1942  | HMS Splendid torpediert und beschädigt 18 NM südwestlich von Ischia (Italien) bei Position 40° 30′ N, 13° 33′ O den italienischen Zerstörer Velite. |
| 23. November 1942  | HMS Splendid versenkt südöstlich von Sardinien bei Position 39° 0′ N, 11° 11′ O das italienische Frachtschiff Luigi Favorita (3576 BRT) mit dem Deckgeschütz. |
| 29. November 1942  | HMS Seraph greift 30 NM westlich von Marettimo (bei Sizilien) den italienischen Truppentransporter Citta di Tunisi (5419 BRT) erfolglos mit vier Torpedos an. |
| 1. Dezember 1942   | Die Royal Navy stellt HMS Sickle in Dienst. |
| 4. Dezember 1942   | HMS Seraph greift 20 NM westlich von Marettimo bei Position 37° 59′ N, 11° 35′ O den deutschen Transporter Ankara (4768 BRT) erfolglos mit vier Torpedos an. |
| 10. Dezember 1942  | HMS Surf läuft vom Stapel. |
| 12. Dezember 1942  | P222 verlässt am 30. November Gibraltar zu einer Patrouille vor Neapel. Der letzte Funkkontakt kommt am 7. Dezember zustande. Das U-Boot gilt seit dem 21. Dezember als vermisst. Die italienische Marine behauptet, dass das U-Boot am 12. Dezember von dem Torpedoboot Fortunale südöstlich von Capri (Italien) bei Position 40° 29′ N, 14° 20′ O mit Wasserbomben versenkt worden sei. |
| 14. Dezember 1942  | HMS Sahib torpediert und versenkt 30 NM nordnordwestlich von Cap Bon (Tunesien) bei Position 37° 29′ N, 10° 46′ O das italienische Frachtschiff Honestas (4960 BRT). |
| 17. Dezember 1942  | - HMS Saracen greift nördlich von Bizerta (Tunesien) das deutsche Transportschiff Ankara (4768 BRT) und dessen italienischen Geleitzerstörer Camicia Nera erfolglos mit Torpedos an. - HMS Splendid torpediert und versenkt 35 NM nordnordöstlich von Bizerta (Tunesien) bei Position 37° 53′ N, 10° 5′ O den italienischen Zerstörer Aviere. Das Hauptangriffsziel Ankara kann entkommen. |
| 18. Dezember 1942  | HMS Safari versenkt vor Hammamet (Tunesien) das italienische Segelschiff Eufrasia (49 BRT) mit den Deckgeschütz. |
| 20. Dezember 1942  | HMS Safari torpediert vor Hammamet (Tunesien) bei Position 36° 4′ N, 10° 30′ O das italienische Patrouillenboot F 139 / Constantina (345 BRT). Die italienische Einheit wird schwer beschädigt und später aufgegeben. |
| 21. Dezember 1942  | - HMS Safari versenkt den italienischen Hilfsminensucher Rosina S. (297 BRT) 5 NM südlich von Hammamet (Tunesien). - Die Royal Navy stellt HMS Sportsman in Dienst. |
| 22. Dezember 1942  | Sturdy (P248) wird bei Cammel Laird in Birkenhead auf Kiel gelegt. |
| 23. Dezember 1942  | HMS Seraph versucht 40 NM vor Bône (Algerien) bei Position 37° 17′ N, 8° 27′ O das italienische U-Boot Alagi zu rammen. Der Angriff misslingt. |
| 27. Dezember 1942  | HMS Safari versenkt 10 NM südlich von Sousse (Tunesien) das italienische Segelschiff Eleonora Rosa (54 BRT) mit dem Deckgeschütz. |
| 29. Dezember 1942  | HMS Safari versenkt 25 NM vor Sfax (Tunesien) bei Position 34° 20′ N, 10° 49′ O das italienische Frachtschiff Torquato Gennari (1012 BRT) mit Torpedos. |
| 30. Dezember 1942  | Die Royal Navy stellt HMS Simoom in Dienst. |

## 1943
In diesem Jahr werden 16 neue S-Boote in Dienst gestellt. Die Achsentruppen in Nordafrika kapitulieren am 13. Mai. Anschließend landen die Alliierten am 10. Juli in Sizilien. (Operation Husky) Italien schließt am 8. September einen Waffenstillstand mit den Alliierten und erklärt Deutschland am 13. Oktober den Krieg. Dadurch verlagert sich der Einsatzschwerpunkt der S-Boote in das östliche Mittelmeer vor die von Deutschland besetzten griechischen Inseln. An der Ostfront erleidet die deutsche Wehrmacht in den Schlachten von Stalingrad und Kursk kriegsentscheidende Niederlagen, von denen sie sich nie wieder erholen wird. Die deutschen U-Boote erleiden infolge neuer Aufklärungstechniken, verbesserten Waffen, der alliierten Luftüberlegenheit und der geknackten deutschen Enigma-Codes schwerste Verluste. Auch im Pazifik kommt es zur Wende. Die US-Amerikaner erobern mit der Taktik „Island Hopping“ Insel um Insel, und ihre U-Boote dezimieren die japanischen Transportschiffe.
| Datum              | |
| ------------------ | --- |
| 6. Januar 1943     | - Stygian (P249) wird bei Cammel Laird in Birkenhead auf Kiel gelegt. - HMS Sceptre läuft vom Stapel. |
| 11. Januar 1943    | HMS Sahib torpediert und beschädigt den deutschen (ex franz.) Transporter San Antonio (6013 BRT) ungefähr 15 sm östlich von San Remo. |
| 14. Januar 1943    | HMS Sahib torpediert und versenkt 20 sm südwestlich von Savona (Italien) auf der Position 44° 8′ N, 8° 17′ O den deutschen Transporter Oued Tiflet (1194 BRT). |
| 15. Januar 1943    | HMS Splendid versenkt 15 sm südwestlich von Capri (Italien) bei Position 40° 25′ N, 13° 56′ O den italienischen Transporter Emma (7931 BRT) mit Torpedos. |
| 19. Januar 1943    | HMS Splendid versenkt östlich von Sardinien auf der Position 39° 41′ N, 9° 43′ O den italienischen Transporter Commercio (766 BRT) und den italienischen Hilfsminensucher Nr. 107/Cleopatra (72 BRT). |
| 20. Januar 1943    | HMS Saracen versenkt 30 sm südlich von Capri (Italien) auf der Position 40° 14′ N, 14° 10′ O den italienischen Hilfs-U-Jäger V3/Maria Angelette. |
| 21. Januar 1943    | HMS Sahib versenkt westlich von Bonifacio (Korsika) auf der Position 41° 27′ N, 7° 4′ O das deutsche U-Boot U 301 mit Torpedos. Lediglich ein deutscher Seemann überlebt. |
| 30. Januar 1943    | HMS Safari versenkt vor Scalea (Süditalien) die italienischen Schiffe Aniello (77 BRT) und Gemma (67 BRT) mit dem Deckgeschütz. |
| 1. Februar 1943    | Subtle (P251) wird bei Cammel Laird in Birkenhead auf Kiel gelegt. |
| 2. Februar 1943    | HMS Safari entdeckt vor Capri einen italienischen Geleitzug. Das britische U-Boot versenkt auf der Position 40° 35′ N, 14° 29′ O die beiden italienischen Transportschiffe Valsavoia (5733 BRT) und Salemi (1176 BRT) mit Torpedos. |
| 4. Februar 1943    | HMS Syrtis läuft vom Stapel. |
| 8. Februar 1943    | Die Royal Navy stellt HMS Satyr in Dienst. |
| 12. Februar 1943   | HMS Saracen versenkt vor Kap Sardineaux (Südfrankreich) die französischen Schlepper Provincale II (124 BRT) und Marseillaise V (138 BRT) mit dem Deckgeschütz. |
| 15. Februar 1943   | - HMS Saracen torpediert und beschädigt südwestlich von Genua (Italien) den französischen Tanker Marguerite Finaly (12309 BRT). - Supreme (P252) wird bei Cammel Laird in Birkenhead auf Kiel gelegt. |
| 17. Februar 1943   | HMS Splendid versenkt 3 sm nördlich von San Vito lo Capo (Sizilien) auf der Position 38° 13′ N, 12° 43′ O das italienische Frachtschiff XXI Aprile (4787 BRT). Bei diesem Angriff geht der deutsche Transporter Sienna (2147 BRT) ebenfalls verloren. |
| 18. Februar 1943   | HMS Sahib versenkt vor Kap Orlando (Sizilien) das italienische Segelboot Francesco Padre (22 BRT) mit dem Deckgeschütz. |
| 19. Februar 1943   | HMS Saracen beschädigt vor Cervo (Ligurien) zwei italienische Segelschiffe mit Bordartillerie. |
| 20. Februar 1943   | Die Royal Navy stellt HMS Stubborn in Dienst. |
| 21. Februar 1943   | Scythian (P237) wird bei der Scott’s Shipbuilding & Engineering Co. in Greenock (Schottland) auf Kiel gelegt. |
| 25. Februar 1943   | HMS Sea Rover läuft vom Stapel. |
| 9. März 1943       | HMS Safari versenkt vor San Vito lo Capo (Sizilien) das italienische Segelschiff Stefano M. (69 BRT) mit dem Deckgeschütz. |
| 14. März 1943      | HMS Sibyl torpediert und versenkt 6 sm vor Kap Gallo (Sizilien) bei Position 38° 14′ N, 13° 13′ O den italienischen Frachter Pegli (1595 BRT). |
| 17. März 1943      | HMS Splendid versenkt 6 sm vor San Vito lo Capo (Sizilien) das italienische Transportschiff Devoli (3006 BRT) mit Torpedos. |
| 18. März 1943      | Die Royal Navy stellt HMS Surf in Dienst. |
| 21. März 1943      | HMS Splendid torpediert und versenkt 8 sm ostnordöstlich von Cefalù (Sizilien) auf der Position 38° 5′ N, 14° 10′ O den italienischen Tanker Giorgio (4887 BRT). |
| 23. März 1943      | - HMS Sahib versenkt vor Kap Calava (Sizilien) den kleinen italienischen Transporter Tosca (474 BRT) mit Torpedos. - HMS Stonehenge läuft vom Stapel. |
| 26. März 1943      | HMS Sirdar läuft vom Stapel. |
| 27. März 1943      | HMS Sahib torpediert erfolgreich den italienischen Transporter Sidamo (2384 BRT) im Hafen von Milazzo (Sizilien). |
| 30. März 1943      | HMS Sahib versenkt mit dem Deckgeschütz vor Milazzo (Sizilien) die drei italienischen Segelschiffe Santa Maria Del Salvazione (15 BRT), San Vincenzo (29 BRT) und Pier Della Vigne (69 BRT). |
| 1. April 1943      | Sea Scout (P253) wird bei Cammel Laird in Birkenhead auf Kiel gelegt. |
| 3. April 1943      | Die italienischen Fischereifahrzeuge Nasello (314 BRT) und S. Fransisco di Paola A. (77 BRT) werden vor Orosei (Sardinien) von HMS Safari mit Artillerie versenkt. |
| 6. April 1943      | HMS Safari greift vor Cagliari (Sardinien) das italienische Frachtschiff Cap Figalo (2811 BRT) an. Keines der drei gestarteten Torpedos trifft sein Ziel. |
| 9. April 1943      | - HMS Safari versenkt bei Sardinien den italienischen Hilfsminensucher No. 295 / Bella Italia (117 BRT) mit dem Deckgeschütz. - HMS Stoic läuft vom Stapel. |
| 10. April 1943     | HMS Safari stellt bei Sardinien einen italienischen Konvoi. Das britische U-Boot torpediert und versenkt die Frachter Loredan (1355 BRT), Entella (2691 BRT) und Isonzo (3363 BRT) |
| 11. April 1943     | HMS Sibyl greift 10 sm vor Punta Raisi (Sizilien) auf der Position 38° 19′ N, 13° 0′ O den italienischen Frachter Fabriano (ex franz. Mayenne; 2943 BRT) erfolglos mit vier Torpedos an. |
| 15. April 1943     | - Scotsman (P243) wird bei der Scott’s Shipbuilding & Engineering Co. in Greenock (Schottland) auf Kiel gelegt. - Die Royal Navy stellt HMS Sceptre in Dienst. |
| 16. April 1943     | Selene (P254) wird bei Cammel Laird in Birkenhead auf Kiel gelegt. |
| 19. April 1943     | HMS Saracen entdeckt 18 sm westlich von Elba (Italien) auf der Position 42° 46′ N, 9° 46′ O einen italienischen Geleitzug und versenkt den Transporter Francesco Crispi (7600 BRT) mit Torpedos. |
| 21. April 1943     | Splendid wird südlich von Capri bei Position 40° 30′ N, 14° 15′ O von dem deutschen Zerstörer ZG 3/Hermes mit Wasserbomben schwer getroffen und versenkt. 30 britische Seeleute können von dem deutschen Zerstörer gerettet werden, 18 finden den Tod. |
| 22. April 1943     | - HMS Sahib beschießt und beschädigt 3 sm südlich von Capo Vaticano (Italien) den italienischen Schlepper Valente (286 BRT) und einen Leichter. - HMS Saracen torpediert und versenkt 35 sm südlich von Pianosa auf der Position 42° 3′ N, 9° 48′ O den italienischen Transporter Tagliamento (5448 BRT). - HMS Shalimar läuft vom Stapel. |
| 23. April 1943     | - HMS Sickle greift vor Sagunt (Spanien) den italienischen Frachter Mauro Croce (1049 BRT) mit zwei Torpedos an. Die Torpedos verfehlen ihr Ziel. Auch der anschließende Angriff mit dem Deckgeschütz bleibt ohne Wirkung. - Die Royal Navy stellt HMS Syrtis in Dienst. |
| 24. April 1943     | Sahib torpediert nordöstlich von Sizilien den italienischen Transporter Galiola (1428 BRT) und versenkt das Schiff. Die eskortierenden italienischen Korvetten Gabbiano, Climene und Euterpe greifen danach gemeinsam mit einer deutschen Ju 88 auf der Position 38° 30′ N, 15° 15′ O das britische U-Boot mit Wasserbomben an. Die Sahib wird schwer beschädigt, muss auftauchen und wird selbstversenkt. Die gesamte Besatzung geht in italienische Kriegsgefangenschaft. Ein Besatzungsmitglied erliegt am 3. Mai 1943 seinen Verletzungen. |
| 30. April 1943     | Seraph nimmt an der streng geheimen Operation Mincemeat teil. Vor der südspanischen Küste wird bei Huelva eine mit gefälschten Geheimpapieren ausgestattete männliche Leiche ins Meer geworfen. Ziel der Aktion war, die deutsche Abwehr über den Ort der bevorstehenden Alliierten Landung in Südeuropa zu täuschen. |
| 2. Mai 1943        | HMS Safari versenkt vor Asinara (bei Sardinien) das italienische Schiff Sogliola (307 BRT) mit dem Deckgeschütz. |
| 5. Mai 1943        | Sea Devil (P244) wird bei der Scott’s Shipbuilding & Engineering Co. in Greenock (Schottland) auf Kiel gelegt. |
| 6. Mai 1943        | HMS Safari versenkt vor Asinara den italienischen Hilfsminensucher R 106 / Onda (98 BRT) mit Torpedos. |
| 7. Mai 1943        | Solent (P262) wird bei Cammel Laird in Birkenhead auf Kiel gelegt. |
| 8. Mai 1943        | HMS Safari torpediert und versenkt vor Porto Torres (Sardinien) den italienischen Frachter Peppino Palomba (2034 BRT). Am gleichen Tag wird der italienische (ex norwegische) Frachter Liv (3068 BRT) mit Torpedos beschädigt. |
| 13. Mai 1943       | HMS Shakespeare versenkt vor der nordöstlichen Küste Sardiniens auf der Position 41° 17′ N, 10° 26′ O die italienischen Segelschiffe Sant’ Anna M. (156 BRT) und Adelina (80 BRT) mit dem Deckgeschütz. |
| 15. Mai 1943       | HMS Sickle versenkt vor der Côte d’Azur (Frankreich) auf der Position 43° 25′ N, 7° 25′ O den deutschen Hilfs-U-Jäger UJ 2213 / Heureux (1116 BRT) mit Torpedos. |
| 18. Mai 1943       | HMS Storm läuft vom Stapel. |
| 19. Mai 1943       | HMS Sportsman torpediert und versenkt vor Nizza (Frankreich) auf der Position 43° 1′ N, 7° 40′ O das vichyfranzösische Passagierschiff Général Bonaparte (2795 BRT). |
| 21. Mai 1943       | HMS Sickle greift vor Toulon (Frankreich) das deutsche U-Boot U 755 an, verfehlt aber sein Ziel. Am selben Tag wird U 303 erfolgreich torpediert. |
| 26. Mai 1943       | HMS Sportsman greift vor der südfranzösischen Küste auf der Position 42° 53′ N, 6° 8′ O den vichyfranzösischen Tanker Marguerite Finaly (12309 BRT) an. Alle sechs Torpedos verfehlen ihr Ziel. |
| 5. Juni 1943       | HMS Spiteful läuft vom Stapel. |
| 10. Juni 1943      | HMS Safari versenkt vor Orosei den deutschen Transporter KT-12 (834 BRT) mit Torpedos. |
| 15. Juni 1943      | Die Royal Navy stellt HMS Stonehenge in Dienst. |
| 21. Juni 1943      | HMS Stratagem läuft vom Stapel. |
| 29. Juni 1943      | - HMS Sportsman torpediert und versenkt 10 sm vor La Spezia (Italien) den italienischen Transporter Bolzaneto (2220 BRT). - Die Royal Navy stellt HMS Stoic in Dienst. |
| 30. Juni 1943      | Sleuth (P261) wird bei Cammel Laird in Birkenhead auf Kiel gelegt. |
| 1. Juli 1943       | HMS Sportsman attackiert im Ligurischen Meer vor Imperia (Italien) ein Landungsboot. Der Angriff muss abgebrochen werden, weil das Deckgeschütz versagt. |
| 2. Juli 1943       | HMS Stubborn entdeckt in der Biscaya auf der Position drei deutsche U-Boote, die von zwei Zerstörern eskortiert werden. Die Stubborn greift erfolglos mit einem Torpedofächer an. Bei den U-Booten handelt es sich wahrscheinlich um U 180, U 518 und U 530. |
| 6. Juli 1943       | HMS Saracen versenkt 15 sm südlich von Capraia (Italien) den italienischen Transporter Tripoli (1166 BRT) mit Torpedos. |
| 7. Juli 1943       | - Sidon (P259) wird bei Cammel Laird in Birkenhead auf Kiel gelegt. - Die Royal Navy stellt Sea Rover in Dienst. |
| 11. Juli 1943      | HMS Saracen torpediert erfolgreich 25 sm östlich von Korsika das deutsche Transportschiff Tell (1349 BRT). |
| 13. Juli 1943      | HMS Sea Nymph greift in der Biskaya auf der Position 45° 51′ N, 5° 15′ W das deutsche U-Boot U 592 erfolglos mit sechs Torpedos an. |
| 18. Juli 1943      | - HMS Safari versenkt bei Sardinien den italienischen Hilfsminensucher No. 47 / Amalia (101 BRT) mit dem Deckgeschütz. - HMS Sickle versenkt 7 sm nördlich von Gorgona (Italien) die beiden italienischen Hilfsminensucher Nr. 61 / Costante Neri (100 BRT) und Nr. 164 / Rosa Madre (39 BRT) mit dem Deckgeschütz. |
| 19. Juli 1943      | - HMS Safari versenkt vor Korsika den deutschen Leichter Maria Paula und die bewaffnete italienische Yacht Margherita (88 BRT) mit dem Deckgeschütz. - HMS Sickle versenkt vor Porto Vecchio (Korsika) den italienischen Hilfsminensucher V 131 / Amigola Maria C. (65 BRT) mit dem Deckgeschütz. |
| 20. Juli 1943      | - HMS Safari torpediert und versenkt östlich von Korsika das italienische Lotsenboot F 50 / Silvio Onorato (208 BRT). - HMS Spirit läuft vom Stapel. |
| 21. Juli 1943      | HMS Sickle beschädigt das italienische Transportschiff Oriani (2320 BRT) 8 sm westnordwestlich von Elba mit Torpedos. |
| 22. Juli 1943      | HMS Safari versenkt östlich von Korsika den italienischen Minenleger Durazzo (530 ts) mit Torpedos. |
| 25. Juli 1943      | Der italienische Hilfsminensucher FR 70 / La Coubre (120 BRT) sinkt westlich von Elba bei Position 42° 42′ N, 10° 30′ O infolge eines Torpedoangriffs von HMS Safari. |
| 26. Juli 1943      | HMS Safari greift vor Piombino (Italien) den vichyfranzösischen Tanker Champagne (9946 BRT) erfolglos mit drei Torpedos an. |
| 6. August 1943     | HMS Shakespeare greift bei der kleinen süditalienischen Insel Ustica ein als leichten Kreuzer aufgefasstes Ziel erfolglos mit drei Torpedos an. |
| 8. August 1943     | HMS Simoom greift östlich von Bastia (Korsika) ein als Handelsschiff aufgeklärtes Ziel an. Alle Torpedos verfehlen das Ziel. |
| 9. August 1943     | HMS Simoom greift 5 sm südwestlich von La Spezia (Italien) auf der Position 44° 4′ N, 9° 23′ O den italienischen leichten Kreuzer RN Giuseppe Garibaldi an. Der Torpedo läuft an dem Kreuzer vorbei und versenkt den Zerstörer Vincenzo Gioberti (1685 ts). |
| 13. August 1943    | HMS Safari torpediert und beschädigt im Verlauf der als Operation Pedestal bezeichneten Geleitzugschlacht die beiden italienischen Kreuzer Bolzano und Attendolo. |
| 14. August 1943    | Saracen wird nordöstlich von Bastia (Korsika) von den italienischen Korvetten Minerva und Euterpe mit Wasserbomben angegriffen. Das beschädigte U-Boot wird von der Besatzung auf der Position 42° 45′ N, 9° 30′ O aufgegeben und selbstversenkt. Die gesamte Besatzung geht in italienische Kriegsgefangenschaft. |
| 18. August 1943    | Spearhead (P263) wird bei Cammel Laird in Birkenhead auf Kiel gelegt. |
| 23. August 1943    | Die Royal Navy stellt HMS Storm in Dienst. |
| 28. August 1943    | HMS Sickle torpediert und versenkt östlich von Korsika auf der Position 42° 24′ N, 9° 41′ O das deutsche Geleitboot SG 10 / Felix Henri (2526 BRT). |
| 30. August 1943    | HMS Strongbow läuft vom Stapel. |
| 1. September 1943  | Seneschal (P255) wird bei der Scott’s Shipbuilding & Engineering Co. in Greenock (Schottland) auf Kiel gelegt. |
| 6. September 1943  | HMS Sportsman versenkt im Hafen von Aléria (Korsika) die italienischen Fischfänger Angiolina P (39 BRT) und Maria Luisa B (37 BRT) mit dem Deckgeschütz. |
| 7. September 1943  | HMS Shakespeare torpediert und versenkt südlich von Salerno (Italien) auf der Position 40° 15′ N, 14° 30′ O das italienische U-Boot Velella. |
| 10. September 1943 | HMS Seraph meldet die Versenkung von vier kleinen Einheiten östlich von Korsika. |
| 14. September 1943 | HMS Statesman läuft vom Stapel. |
| 20. September 1943 | Die Royal Navy stellt HMS Sirdar in Dienst. |
| 22. September 1943 | HMS Sibyl 5 sm greift südlich von Sestri Levante (Italien) auf der Position 44° 11′ N, 9° 24′ O ein auf 1500 BRT geschätztes Transportschiff aus einem deutschen Geleitzug erfolglos mit vier Torpedos an. |
| 23. September 1943 | - HMS Sibyl torpediert und versenkt 8 sm westlich von Sestri Levante auf der Position 44° 13′ N, 9° 13′ O das vichyfranzösische Transportschiff St. Nazaire (2910 BRT). - Stubborn, Sea Nymph, Sceptre und Syrtis transportieren gemeinsam mit T-Klasse-U-Booten sechs Kleinst-U-Boote der X-Klasse vor den Altafjord. Bei der als Operation Source bezeichneten Geheimaktion sollen die deutschen Schlachtschiffe Tirpitz und Scharnhorst angegriffen werden. Das von der Stubborn geschleppte X 7 kann die Tirpitz schwer beschädigen.       |
| 28. September 1943 | HMS Sportsman versenkt vor Korsika das italienische Segelschiff Angiolina (39 BRT). |
| 30. September 1943 | - HMS Sibyl versenkt den deutschen Hilfsminensucher M 7022 / Hummer (ex franz. Auguste Denise; 278 BRT) 12 sm nordöstlich von Bastia auf der Position 42° 49′ N, 9° 40′ O mit Torpedos. - HMS Sturdy läuft vom Stapel. |
| 1. Oktober 1943    | - HMS Sickle greift vor Portoferraio (Elba) den deutschen Hilfs-U-Jäger UJ 2210 erfolglos mit drei Torpedos an. - Spur (P265?) wird bei Cammel Laird in Birkenhead auf Kiel gelegt. |
| 6. Oktober 1943    | Die Royal Navy stellt HMS Spiteful in Dienst. |
| 9. Oktober 1943    | Die Royal Navy stellt HMS Stratagem in Dienst. |
| 11. Oktober 1943   | Die Königlich Niederländische Marine stellt Sturgeon als Zeehond in Dienst. |
| 25. Oktober 1943   | - HMS Surf beschädigt östlich von Amorgos (Griechenland) das deutsche Hilfs-Patrouillenboot GA 54/Chiaros mit Bordartillerie. - Die Royal Navy stellt HMS Spirit in Dienst. |
| 26. Oktober 1943   | HMS Shakespeare versenkt 23 sm nordöstlich von Andros (Griechenland) das griechische Segelschiff Aghios Konstantinos. |
| 3. November 1943   | HMS Shakespeare versenkt vor der Dodekanesinsel Kos ein Segelschiff. |
| 5. November 1943   | HMS Seraph versenkt östlich von Kreta (Griechenland) das griechische Segelschiff Aghios Militiades (150 BRT) mit dem Deckgeschütz. |
| 6. November 1943   | HMS Seraph versenkt vor Karpathos (Griechenland) das griechische Segelschiff Narkyssos mit dem Deckgeschütz. |
| 10. November 1943  | Möglicherweise versenkt HMS Simoom das italienische Handelsschiff Trapani (1855 BRT) bei der griechischen Insel Kalymnos. |
| 15. November 1943  | - Möglicherweise versenkt HMS Simoom das griechische Segelschiff Trias vor Mytilini (Lesbos, Griechenland). - HMS Sportsman versenkt zwischen den griechischen Kykladen-Inseln Mykonos und Naxos ein griechisches Segelschiff mit dem Deckgeschütz. - Sentinel (P256) wird bei der Scott’s Shipbuilding & Engineering Co. in Greenock (Schottland) auf Kiel gelegt. |
| 18. November 1943  | HMS Sickle versenkt vor der griechischen Insel Leros ein griechisches Kaik. |
| 19. November 1943  | - HMS Sibyl versenkt im Themaischen Golf (Griechenland) ein griechisches Segelschiff mit dem Deckgeschütz. - HMS Sickle torpediert erfolgreich vor Monemvasia (Griechenland) das italienische Handelsschiff Giovanni Boccaccio (3160 BRT). - Seit dem 19. November 1943 antwortet die HMS Simoom nicht mehr auf Funksprüche der Basis. Das U-Boot wird im östlichen Mittelmeer mit der gesamten Besatzung vermisst und ist wahrscheinlich auf eine Seemine gelaufen.                                                                           |
| 20. November 1943  | HMS Sibyl versenkt im Themaischen Golf zwei griechische Segelschiff mit dem Deckgeschütz. |
| 21. November 1943  | HMS Sibyl versenkt im Themaischen Golf ein griechisches Segelschiff mit dem Deckgeschütz. |
| 25. November 1943  | HMS Sickle versenkt vor der griechischen Insel Milos auf der Position 37° 22′ N, 24° 15′ O zwei Segelschiffe. |
| 30. November 1943  | HMS Stygian läuft vom Stapel. |
| 3. Dezember 1943   | HMS Shakespeare versenkt vor Kos ein Segelschiff. |
| 9. Dezember 1943   | HMS Surf torpediert und versenkt südlich von Limnos (Griechenland) den deutschen Frachter Sonia (ex franz. S.N.A. 9; 2719 BRT). |
| 13. Dezember 1943  | Die Royal Navy stellt HMS Statesman in Dienst. |
| 14. Dezember 1943  | Scorcher (P258) wird bei Cammel Laird in Birkenhead auf Kiel gelegt. |
| 19. Dezember 1943  | HMS Sportsman versenkt südlich von Limnos (Griechenland) ein griechisches Segelschiff mit dem Deckgeschütz. |
| 21. Dezember 1943  | HMS Sportsman greift südlich von Limnos das griechische Segelschiff Spyridon mit Bordartillerie an und beschädigt es. |
| 23. Dezember 1943  | - HMS Sportsman torpediert und versenkt südlich von Moudros (Limnos) den bulgarischen Truppentransporter Balkan (3838 BRT). - Die Royal Navy stellt HMS Strongbow in Dienst. |
| 26. Dezember 1943  | HMS Sickle versenkt vor Mykonos zwei griechische Segelschiffe. |
| 28. Dezember 1943  | - HMS Sea Dog torpediert und versenkt 2,5 sm ostnordöstlich vor Honningsvåg (Norwegen) auf der Position 62° 13′ N, 5° 8′ O den deutschen Frachter Oldenburg (8537 BRT). - HMS Spark läuft vom Stapel. |
| 29. Dezember 1943  | Die Royal Navy stellt HMS Sturdy in Dienst. |

## 1944
Im Laufe des Jahres werden 13 Einheiten der S-Klasse in Dienst gestellt. Der Einsatzschwerpunkt der S-Boote verlagert sich in den Asiatischen Raum. Die kleinen wendigen britischen U-Boote operieren nahe an der Küste und ergänzen die Amerikanischen U-Boote, die in der Hochsee operieren. An den Landfronten in Europa muss Deutschland im Osten kontinuierlich zurückweichen. Nach den alliierten Landungen in der Normandie am 6. Juni und in Südfrankreich am 15. August ist der Krieg auch im Westen entschieden. Die Japanische Marine verliert in der See- und Luftschlacht im Golf von Leyte fast die Hälfte ihrer großen Einheiten. Die US-Amerikaner beginnen die Rückeroberung der Philippinen und nähern sich immer mehr den japanischen Inseln.
| Datum              | |
| ------------------ | --- |
| 8. Januar 1944     | HMS Sibyl versenkt vor Kap Baba (Türkei) das griechische Segelschiff Taxiachos (32 BRT) mit dem Deckgeschütz. |
| 9. Januar 1944     | HMS Sibyl versenkt vor Kap Baba ein griechisches Segelschiff. |
| 10. Januar 1944    | Sanguine (P266) wird bei Cammel Laird in Birkenhead auf Kiel gelegt. |
| 26. Januar 1944    | HMS Stubborn greift westlich von Namsos (Norwegen) einen deutschen Geleitzug erfolglos mit vier Torpedos an. |
| 27. Januar 1944    | HMS Subtle läuft vom Stapel. |
| 5. Februar 1944    | - HMS Satyr torpediert das vor Stadlandet (Norwegen) manövrierunfähig liegende Wrack des deutschen Transporters Emsland (5180 BRT). Das Schiff war am 20. Januar von britischen Torpedobombern schwer beschädigt worden. Ein weiterer Luftangriff folgt am 11. Februar. - HMS Stonehenge versenkt nördlich von Penang (Malaya) das japanische Handelsschiff Koryo Maru Nr. 2 (726 BRT). |
| 7. Februar 1944    | HMS Syrtis kollidiert mit dem britischen Kleinst-U-Boot X 22, das daraufhin sinkt. |
| 8. Februar 1944    | - HMS Sibyl greift vor Kreta (Griechenland) bei Position 34° 40′ N, 25° 0′ O den deutschen Tanker Centaur (1267 BRT) erfolglos mit zwei Torpedos an. - HMS Sportsman versenkt nördlich der Suda-Bucht (Kreta) bei Position 35° 32′ N, 24° 18′ O den deutschen Dampfer Petrella (ex franz. Aveyron; 4785 BRT) mit Torpedos. An Bord des deutschen Schiffes befinden sich 3173 italienische Kriegsgefangene, von denen 2670 getötet werden. Die deutschen Wachmannschaften haben beim Untergang des Schiffes die Gefangenenräume nicht geöffnet und auf die wehrlosen Männer geschossen. |
| 11. Februar 1944   | HMS Stubborn greift 25 NM nordwestlich von Namsos zwei deutsche Frachtschiffe mit Torpedos an. Die Makki Faulbaum (1907 BRT) sinkt, die Felix D. (2047 BRT) wird schwer beschädigt. |
| 12. Februar 1944   | HMS Stonehenge versenkt vor der Westküste Malayas bei Position 5° 46′ N, 99° 52′ O den japanischen Hilfsminenleger Choko Maru (889 BRT). |
| 13. Februar 1944   | HMS Stubborn greift vor dem Foldafjord (Norwegen) einen deutschen Konvoi erfolglos mit einem Sechserfächer an. Die Geleitschiffe belegen Stubborn mit Wasserbomben. Das U-Boot verliert die Trimmung und kann erst bei 165 m Tiefe aufgefangen werden. Das beschädigte U-Boot muss zur Basis in Schottland geschleppt werden. |
| 23. Februar 1944   | HMS Syrtis kollidiert mit dem Kleinst-U-Boot X 22. Das Kleinst-U-Boot sinkt mit der gesamten Besatzung. |
| 24. Februar 1944   | HMS Supreme läuft vom Stapel. |
| 29. Februar 1944   | Die Royal Navy stellt HMS Stygian in Dienst. |
| 1. März 1944       | HMS Sea Nymph greift vor Bodø (Norwegen) den norwegischen Transporter Jupiter (2471 BRT) erfolglos mit vier Torpedos an. |
| 3. März 1944       | - HMS Sea Nymph greift vor Bodø den deutschen Frachter Levante (4769 BRT) erfolglos mit vier Torpedos an. - HMS Sea Rover versenkt in der Straße von Malakka bei Position 4° 56′ N, 100° 17′ O das japanische Schiff Matsu Maru Nr. 1 mit dem Deckgeschütz. |
| 5. März 1944       | HMS Surf versenkt vor Aroa einen japanischen Schlepper und einen Leichter. |
| 6. März 1944       | HMS Sea Rover versenkt in der Straße von Malakka eine kleine japanische Einheit mit dem Deckgeschütz. |
| 7. März 1944       | HMS Sceptre torpediert den deutschen Frachter Lippe (7849 BRT) vor dem Foldafjord (Norwegen) bei Position 64° 32′ N, 10° 38′ O. Das Handelsschiff wird schwer beschädigt und strandet. |
| 8. März 1944       | HMS Sea Rover torpediert und versenkt in der Straße von Malakka bei Position 3° 38′ N, 99° 12′ O den japanischen Transporter Shobu Maru (2005 BRT). |
| 12. März 1944      | HMS Storm versenkt in der Malakkastraße eine kleine japanische Einheit mit Bordartillerie. |
| 22. März 1944      | - Stonehenge verlässt Trincomalee (Ceylon) und erreicht das Operationsgebiet zwischen Sumatra und den Nikobaren am 25. Februar. Das U-Boot geht unter ungeklärten Umständen mit der gesamten Besatzung verloren. - HMS Syrtis versenkt vor Rødøy (Norwegen) bei Position 66° 45′ N, 13° 11′ O das norwegische Handelsschiff Narvik (241 BRT) mit Bordartillerie. |
| 24. März 1944      | - HMS Satyr torpediert und versenkt das norwegische Handelsschiff Nordnorge (339 BRT) vor Stadlandet bei Position 62° 16′ N, 5° 6′ O - HMS Sea Scout läuft vom Stapel. |
| 28. März 1944      | - HMS Sportsman torpediert und versenkt vor Monemvasia (Griechenland) den deutschen Tanker MT 3 / Wien (425 BRT). - Syrtis verlässt am 16. März die Basis in Lerwick (Shetlandinseln; Schottland) um vor der norwegischen Küste zu patrouillieren. Am 20. März wird das U-Boot vor Bodø in Nordworwegen befohlen. Sie läuft am 28. März auf eine deutsche Seemine und sinkt mit der gesamten Besatzung. |
| 31. März 1944      | HMS Sportsman versenkt vor Kap Malea (Griechenland) das deutsche Segelschiff Grauer Ort (212 BRT) mit Torpedos. |
| 5. April 1944      | Saga (P257) wird bei Cammel Laird in Birkenhead auf Kiel gelegt. |
| 10. April 1944     | Großbritannien übergibt die Sunfish an die Sowjetunion. |
| 14. April 1944     | HMS Scythian läuft vom Stapel. |
| 15. April 1944     | HMS Storm torpediert erfolgreich vor den Andamanen bei Position 11° 34′ N, 93° 8′ O den japanischen Minensucher W 7 (738 ts). |
| 16. April 1944     | Die Royal Navy stellt HMS Subtle in Dienst. |
| 22. April 1944     | - HMS Sea Rover versenkt nördlich von Sumatra (Niederländisch Ostindien) ein japanisches Küstenmotorschiff mit dem Deckgeschütz. - Die Royal Navy stellt HMS Shalimar in Dienst. |
| 24. April 1944     | HMS Selene läuft vom Stapel. |
| 28. April 1944     | - Die Royal Navy stellt HMS Spark in Dienst. - HMS Sportsman torpediert und versenkt nördlich von Iraklio (Kreta) bei Position 35° 26′ N, 25° 7′ O das deutsche Handelsschiff Lüneburg (ex griechisch Constantin Louloudis; 5809 BRT). |
| 8. Mai 1944        | - HMS Sickle versenkt in der Doropassage zwischen den griechischen Inseln Andros und Euböa drei Segelschiffe. - Springer (P265?) wird bei Cammel Laird in Birkenhead auf Kiel gelegt. |
| 12. Mai 1944       | HMS Sickle versenkt vor der griechischen Insel Dia mit dem Deckgeschütz ein Segelschiff. |
| 14. Mai 1944       | HMS Sickle versenkt nördlich von Rethymno (Kreta) bei Position 36° 0′ N, 14° 20′ O ein Segelschiff mit dem Deckgeschütz. |
| 20. Mai 1944       | - HMS Sceptre versenkt mit Torpedos vor Bilbao (Spanien) das deutsche Frachtschiff Hochheimer (ex britisch Ronwyn; 1894 BRT) bei Position 43° 24′ N, 3° 30′ W. Bei demselben Angriff wurden die deutschen Vorpostenboote V 402 und V 405 verfehlt. - Die Royal Navy stellt HMS Supreme in Dienst. |
| 22. Mai 1944       | HMS Sea Rover versenkt vor Penang (Malaya) bei Position 4° 52′ N, 100° 18′ O das japanische Hilfskanonenboot Koshu Maru (1365 BRT) mit Torpedos. |
| 23. Mai 1944       | HMS Sceptre torpediert und versenkt vor Castro Urdiales (Spanien) den deutschen Frachter Baldur (ex dänisch Jacob Christensen; 3630 BRT) mit Torpedos. |
| 3. Juni 1944       | HMS Stoic versenkt vor Penang (Malaya) zwei japanische Segelboote mit dem Bordgeschütz. |
| 6. Juni 1944       | HMS Sickle versenkt in der Ägäis bei Position 38° 24′ N, 24° 35′ O den deutschen Frachter Reaumur (549 BRT) mit dem Deckgeschütz. |
| 8. Juni 1944       | - HMS Sirdar versenkt in der Malakkastraße ein japanisches Segelschiff mit dem Deckgeschütz. - HMS Stoic versenkt in der Malakkastraße eine kleine japanische Einheit mit dem Deckgeschütz. - HMS Solent läuft vom Stapel. |
| 12. Juni 1944      | HMS Stoic versenkt vor Phuket (Siam) bei Position 7° 54′ N, 98° 27′ O den japanischen Transporter Kainan Maru (1134 BRT) mit Torpedos. |
| 15. Juni 1944      | HMS Satyr versenkt westlich von Narvik (Norwegen) bei Position 62° 1′ N, 5° 8′ W das deutsche U-Boot U 987 mit Torpedos. 53 deutsche Seeleute finden den Tod. |
| 17. Juni 1944      | HMS Stoic versenkt vor Penang (Malaya) zwei japanische Segelboote mit dem Bordgeschütz. |
| 18. Juni 1944      | - Sickle läuft vermutlich im Kanal von Andikythira (Griechenland) auf eine Seemine. Das Boot und die gesamte Besatzung werden seitdem vermisst. - HMS Storm torpediert und versenkt vor Penang (Malaya) bei Position 5° 59′ N, 99° 10′ O das japanische Hilfskanonenboot Eiko Maru (3011 BRT). |
| 19. Juni 1944      | Die Royal Navy stellt HMS Sea Scout in Dienst. |
| 20. Juni 1944      | HMS Storm torpediert in der Malakkastraße erfolglos das deutsche U-Boot U 1062. |
| 26. Juni 1944      | Die Kriegsmarineflotte der UdSSR stellt die ehemalige Sunfish mit dem Namen V-1 (В-1) offiziell in Dienst. |
| 27. Juni 1944      | HMS Sea Rover versenkt mit dem Deckgeschütz vor Penang ein japanisches Segelschiff. |
| 29. Juni 1944      | HMS Sturdy versenkt vor der Westküste Siams zwei japanisches Segelschiffe mit Sprengladungen. |
| 30. Juni 1944      | HMS Spiteful versenkt mit dem Deckgeschütz in der Malakkastraße ein japanisches Fischerboot. |
| 2. Juli 1944       | HMS Spiteful versenkt nordöstlich von Sumatra ein japanisches Segelschiff mit dem Deckgeschütz. |
| 4. Juli 1944       | HMS Sturdy versenkt westlich von Siam zwei japanische Schlepper und drei Leichter mit dem Deckgeschütz. |
| 5. Juli 1944       | HMS Sea Rover versenkt vor Penang zwei japanische Segelschiffe. |
| 6. Juli 1944       | - HMS Sleuth läuft vom Stapel. - HMS Sturdy versenkt westlich von Siam zwei kleine japanische Einheiten mit dem Bordgeschütz und Sprengladungen. |
| 7. Juli 1944       | HMS Sturdy versenkt westlich von Siam zwei japanische Segelschiffe mit dem Deckgeschütz. |
| 9. Juli 1944       | HMS Spirit meldet die Beschießung und Beschädigung eines japanischen Öltankers nördlich von Sumatra (Niederländisch Ostindien). |
| 13. Juli 1944      | HMS Stoic versenkt vor Mukomuko (westlich von Sumatra) das japanische Fischfangschiff Nanyo Maru Nr. 55 mit dem Deckgeschütz. |
| 14. Juli 1944      | Die Royal Navy stellt HMS Selene in Dienst. |
| 18. Juli 1944      | HMS Sirdar versenkt vor der Westküste Siams ein japanisches Segelschiff mit dem Deckgeschütz. |
| 21. Juli 1944      | HMS Sirdar versenkt vor der Westküste Siams zwei japanische Küstenmotorschiffe mit dem Deckgeschütz. |
| 23. Juli 1944      | HMS Storm versenkt vor Port Owen (Andamanen) bei Position 14° 0′ N, 96° 50′ O den japanischen Militärtransporter Kiso Maru (554 BRT) und zwei Patrouillenboote mit dem Deckgeschütz. |
| 27. Juli 1944      | Das sowjetische U-Boot V-1 (ex Sunfish) wird auf dem Weg von Dundee nach Murmansk irrtümlich von einem britischen Liberator-Bomber versenkt. Die gesamte Besatzung wird getötet. |
| 1. August 1944     | HMS Storm versenkt im Golf von Bengalen vor den birmanischen Mergui-Inseln (Tanintharyi) vier japanische Segelschiffe mit dem Deckgeschütz. |
| 7. August 1944     | HMS Stratagem greift in der Malakkastraße nahe Penang das deutsche U-Boot U 181 erfolglos mit Torpedos an. |
| 11. August 1944    | Die Royal Navy stellt HMS Scythian in Dienst. |
| 14. August 1944    | HMS Sturdy versenkt vor der Westküste Birmas zwei japanische Segelschiffe mit dem Deckgeschütz. |
| 18. August 1944    | HMS Scotsman läuft vom Stapel. |
| 20. August 1944    | HMS Satyr greift vor der norwegischen Küste die deutschen Frachtschiffe Bochum (6121 BRT) und Emma Sauber (2548 BRT) erfolglos mit vier Torpedos an. |
| 22. August 1944    | - HMS Satyr greift vor Egersund einen deutschen Geleitzug erfolglos mit sechs Torpedos an. - HMS Statesman torpediert und versenkt den japanischen Militärtransporter Sugi Maru Nr. 5 (ehemals norwegisch unter panamaischer Flagge Gran; 1983 BRT) vor Port Blair (Andamanen) bei Position 11° 40′ N, 92° 45′ O. |
| 27. August 1944    | HMS Sturdy versenkt ein japanisches Fischereifahrzeug mit Bordartillerie. |
| 1. September 1944  | HMS Sirdar versenkt vor der Küste Sumatras eine kleine japanische Einheit mit dem Deckgeschütz. |
| 2. September 1944  | - HMS Sirdar versenkt 17 NM südöstlich von Meulaboh (Sumatra) bei Position 3° 55′ N, 96° 20′ O das japanische Küstenschutzboot Kaiyo Maru Nr. 5 (93 BRT) mit dem Deckgeschütz. - HMS Storm versenkt fünf kleine japanische Einheiten mit Bordartillerie. - HMS Strongbow versenkt 26 NM östlich von Phuket (Siam) bei Position 7° 57′ N, 98° 49′ O den japanischen Militärtransporter Toso Maru Nr. 1 (292 BRT) mit dem Deckgeschütz. Bei demselben Angriff wurde ein kleines thailändisches Transportschiff versenkt.                                                                 |
| 3. September 1944  | HMS Strongbow versenkt vor der Westküste Siams drei thailändische Segelschiffe mit dem Deckgeschütz. |
| 4. September 1944  | HMS Sidon läuft vom Stapel. |
| 5. September 1944  | HMS Strongbow versenkt vor der Westküste Siams drei kleine japanische Segelschiffe mit dem Deckgeschütz. |
| 6. September 1944  | HMS Stygian versenkt vor der Westküste Birmas ein japanisches Segelschiff mit dem Deckgeschütz. |
| 7. September 1944  | Die Royal Navy stellt HMS Solent in Dienst. |
| 11. September 1944 | HMS Sceptre transportiert das Kleinst-U-Boot X 24 vor den Hafen von Bergen, wo es ein 8000 t schweres Schwimmdock versenkt. |
| 14. September 1944 | HMS Spirit versenkt vor der Westküste Siams drei siamesische (thailändische) Segelschiffe mit dem Deckgeschütz. |
| 19. September 1944 | HMS Spirit versenkt nördlich von Sumatra ein siamesisches Segelschiff mit dem Deckgeschütz. |
| 20. September 1944 | HMS Sceptre torpediert 11 NM westsüdwestlich von Eigerøya (Norwegen) bei Position 58° 23′ N, 5° 34′ O das norwegische Frachtschiff Vela (1184 BRT) und den deutschen Minensucher M 132 (874 ts). Beide Schiffe sinken. |
| 2. Oktober 1944    | HMS Spearhead läuft vom Stapel. |
| 4. Oktober 1944    | Zwei kleine japanische Einheiten werden in der Floressee von HMS Sea Rover mit dem Deckgeschütz beschädigt. |
| 6. Oktober 1944    | HMS Statesman versenkt vor den Mergui-Inseln (Birma) zwei japanische Segelschiffe mit dem Deckgeschütz. |
| 8. Oktober 1944    | - Die Royal Navy stellt HMS Sleuth in Dienst. - HMS Sturdy versenkt vor Celebes (Niederländisch Ostindien) ein japanisches Küstenmotorschiff mit dem Deckgeschütz. |
| 9. Oktober 1944    | HMS Sturdy versenkt vor Celebes eine kleine japanische Einheit mit dem Deckgeschütz. |
| 12. Oktober 1944   | HMS Strongbow torpediert und versenkt in der Malakkastraße bei Position 2° 50′ N, 100° 50′ O den japanischen Frachter Manryo Maru (1185 BRT). |
| 13. Oktober 1944   | HMS Sturdy versenkt vor Celebes bei Position 4° 34′ S, 121° 27′ O die japanischen Schiffe Kosei Maru (99 BRT) und Hansei Maru (ca. 150 BRT). |
| 14. Oktober 1944   | HMS Sturdy versenkt den japanischen Aviso Nr. 128 (230 BRT) vor Celebes mit dem Deckgeschütz. |
| 15. Oktober 1944   | HMS Sturdy versenkt vor Celebes drei japanische Segelschiffe mit Bordartillerie. |
| 17. Oktober 1944   | HMS Stygian versenkt vor Penang drei kleine japanische Einheiten mit Bordartillerie. |
| 19. Oktober 1944   | HMS Stygian versenkt mit dem Bordgeschütz eine kleine japanische Einheit vor Penang. |
| 20. Oktober 1944   | HMS Sceptre versenkt vor Lister (Norwegen) bei Position 58° 37′ N, 5° 30′ O den deutschen Hilfs-U-Jäger UJ 1111 mit Torpedos. |
| 25. Oktober 1944   | HMS Stoic versenkt in der Javasee ein japanisches Küstenmotorschiff mit dem Deckgeschütz. |
| 29. Oktober 1944   | HMS Storm versenkt im Boni Golf (Celebes) zwei japanische Segelschiffe mit dem Deckgeschütz. |
| 31. Oktober 1944   | HMS Stoic versenkt vor der Nordostspitze Javas (Niederländisch Ostindien) bei Position 7° 40′ S, 114° 13′ O ein japanisches Segelschiff mit dem Deckgeschütz. Am selben Tag beschießt das U-Boot japanische Depots auf der Insel Jangka. |
| 1. November 1944   | HMS Storm versenkt im Boni Golf (Celebes) zwei japanische Segelschiffe mit dem Deckgeschütz. |
| 2. November 1944   | - HMS Shalimar beschädigt vor Car Nicobar (Nikobaren) fünf japanische Landungsboote mit dem Deckgeschütz. - HMS Storm versenkt im Boni Golf (Celebes) sieben japanische Segelschiffe mit dem Deckgeschütz. |
| 17. November 1944  | HMS Spur läuft vom Stapel. |
| 19. November 1944  | HMS Stratagem torpediert und versenkt in der Malakkastraße bei Position 1° 36′ N, 102° 53′ O den japanischen Tanker Nichinan Maru (1945 BRT). |
| 20. November 1944  | HMS Spark versenkt bei den Mergui-Inseln (Birma) ein japanisches Segelschiff mit dem Deckgeschütz. |
| 22. November 1944  | HMS Stratagem wird in der Malakkastraße von einem japanischen Flugzeug aufgefasst und anschließend von japanischen Kriegsschiffen mit Wasserbomben angegriffen und versenkt. 10 britische Seeleute überleben den Angriff. Lediglich 3 Mann überleben die japanische Kriegsgefangenschaft. |
| 23. November 1944  | Die Royal Navy stellt HMS Sidon in Dienst. |
| 25. November 1944  | HMS Sturdy versenkt südöstlich von Borneo (Niederländisch Ostindien) ein japanisches Schiff mit dem Bordgeschütz. |
| 26. November 1944  | - HMS Sturdy versenkt südöstlich von Borneo zwei japanische Segelschiffe mit dem Bordgeschütz. - HMS Supreme versenkt bei den Andamanen zwei japanische Segelschiffe. |
| 27. November 1944  | HMS Supreme versenkt bei den Andamanen ein japanisches Segelschiff. |
| 28. November 1944  | - HMS Spark versenkt bei den Mergui-Inseln ein japanisches Segelschiff mit dem Deckgeschütz. - HMS Strongbow versenkt vor der Westküste Sumatras einen japanischen Schlepper und einen Leichter mit Bordartillerie. - HMS Stygian versenkt vor Sabang (Aceh, Sumatra) ein japanisches Schiff. |
| 29. November 1944  | - HMS Sturdy versenkt in der Javasee bei Position 6° 20′ S, 112° 40′ O zwei japanische Fischfangfahrzeuge mit Bordartillerie. - HMS Supreme versenkt bei den Andamanen drei japanische Segelschiffe mit dem Deckgeschütz. |
| 30. November 1944  | HMS Strongbow versenkt vor der Westküste Sumatras mit dem Deckgeschütz drei japanische Segelschiffe. |
| 1. Dezember 1944   | - HMS Sturdy versenkt in der Straße von Makassar zwischen Borneo und Sulawesi (Niederländisch Ostindien) ein japanisches Schiff mit Bordartillerie. - HMS Supreme versenkt bei den Andamanen ein japanisches Segelschiff mit Bordartillerie. |
| 2. Dezember 1944   | HMS Sturdy versenkt in der Straße von Makassar bei Position 4° 5′ S, 119° 32′ O den japanischen Aviso Nr. 142 (200 BRT) mit dem Deckgeschütz. |
| 4. Dezember 1944   | HMS Shalimar versenkt mit Artillerie in der Straße von Malakka ein japanisches Segelschiff. |
| 5. Dezember 1944   | - HMS Shalimar versenkt in der Malakkastraße drei japanische Segelschiffe mit dem Deckgeschütz. - HMS Sturdy versenkt in der Straße von Makassar ein japanisches Segelschiff mit dem Deckgeschütz. |
| 7. Dezember 1944   | - HMS Sea Rover versenkt vor Surabaya (Java) ein japanisches Schiff mit dem Deckgeschütz - HMS Stygian versenkt in der Malakkastraße ein japanisches Schiff mit dem Deckgeschütz. |
| 9. Dezember 1944   | Die Royal Navy stellt HMS Scotsman in Dienst. |
| 10. Dezember 1944  | HMS Shalimar versenkt in der Malakkastraße zwei japanische Segelschiffe mit dem Deckgeschütz. |
| 12. Dezember 1944  | HMS Subtle versenkt in der Malakkastraße drei japanische Segelschiffe mit dem Deckgeschütz. |
| 14. Dezember 1944  | - HMS Shalimar versenkt vor Medan (Niederländisch Ostindien) bei Position 3° 55′ N, 98° 50′ O den japanischen Hilfsminensucher Choun Maru Nr. 7 (163 BRT) mit Artillerie. - HMS Spiteful versenkt in der Straße von Makassar eine japanische Einheit mit dem Deckgeschütz. |
| 15. Dezember 1944  | HMS Shalimar versenkt in der Straße von Malakka einen japanischen Schlepper und zwei Leichter. |
| 16. Dezember 1944  | HMS Stoic torpediert erfolgreich westlich der Sundastraße das japanische Hilfskanonenboot Shoei Maru (1986 BRT) bei Position 5° 45′ S, 104° 43′ O. |
| 18. Dezember 1944  | HMS Scorcher läuft vom Stapel. |
| 21. Dezember 1944  | Die Royal Navy stellt HMS Spearhead in Dienst. |
| 25. Dezember 1944  | HMS Sirdar versenkt vor Surabaya (Niederländisch Ostindien) eine japanische Einheit mit dem Deckgeschütz. |
| 29. Dezember 1944  | - HMS Statesman versenkt nordöstlich von Sumatra (Niederländisch Ostindien) ein japanisches Segelschiff mit dem Deckgeschütz. - HMS Sea Scout versenkt bei den Nikobaren zwei japanische Schiffe. |
| 31. Dezember 1944  | HMS Shakespeare torpediert und versenkt östlich von Port Blair (Andamanen und Nikobaren) bei Position 11° 40′ N, 93° 15′ O den japanischen Frachter Unryu Maru (2515 BRT). |

## 1945
1945 werden acht U-Boote der Klasse in Dienst gestellt. Mit der bedingungslosen Kapitulation der Wehrmacht am 8. Mai endet der Krieg in Europa, weshalb die S-Boote nur noch in Ostasien im Kampfeinsatz stehen. Die Japaner leisten bis in den August zähen Widerstand. Nach der sowjetischen Kriegserklärung an Japan am 8. August, der der sowjetische Einmarsch in der Mandschurei folgt, und den US-amerikanischen Atombombenabwürfen auf Hiroshima und Nagasaki am 6. und 9. August erklärt Japan am 15. August 1945 seine Kapitulation. Die Kapitulationsurkunde wird am 2. September 1945 auf dem Schlachtschiff Missouri unterzeichnet. Der Zweite Weltkrieg ist beendet.
| Datum              | |
| ------------------ | --- |
| 1. Januar 1945     | HMS Statesman versenkt nordöstlich von Sumatra (Niederländisch Ostindien) vier kleinere japanische Einheiten mit Bordartillerie. |
| 3. Januar 1945     | Shakespeare und der japanische Hilfsminensucher Wa 1 liefern sich bei den Nikobaren ein schweres Artillerieduell. Beide Schiffe werden erheblich beschädigt. Das britische U-Boot kann zwar entkommen, wird aber als Totalverlust abgeschrieben. |
| 10. Januar 1945    | HMS Strongbow versenkt südlich der Malakkastraße ein japanisches Segelschiff mit Bordartillerie. |
| 13. Januar 1945    | Strongbow wird vor Port Swettenham (Malaya) aufgetaucht entdeckt und anschließend 14 Stunden lang von japanischen U-Jägern mit Wasserbomben angegriffen. Das schwer beschädigte U-Boot kann entkommen, wird aber nicht mehr repariert und im Juni 1945 in Falmouth außer Dienst gestellt. Das U-Boot wird im April 1946 verschrottet. |
| 16. Januar 1945    | HMS Stygian versenkt im Süden der Malakkastraße drei japanische Segelschiffe mit Bordartillerie. |
| 17. Januar 1945    | HMS Stygian versenkt vor der Küste des malaiischen Sultanats Perak bei Position 5° 42′ N, 98° 57′ O die japanische Nichinian Maru und ein Segelschiff mit dem Deckgeschütz. |
| 18. Januar 1945    | HMS Shalimar versenkt vier japanische Segelboote in der Straße von Malakka. |
| 22. Januar 1945    | - HMS Spirit versenkt in der südlichen Javasee bei Position 6° 2′ S, 110° 41′ O das japanische Schiff Ryushin Maru mit Bordartillerie. Am selben Tag versenkt die Spirit eine weitere japanische Einheit. - HMS Stygian versenkt mit Bordartillerie drei japanische Segelschiffe in der Malakkastraße. |
| 27. Januar 1945    | HMS Shalimar versenkt eine japanische Einheit mit Artillerie in der Straße von Malakka. |
| 30. Januar 1945    | HMS Sea Devil läuft vom Stapel. |
| 1. Februar 1945    | HMS Spark beschießt in der westlichen Javasee einen japanischen Leichter und das Küstenmotorschiff, dass ihn zieht. Außerdem wird ein japanischer Schlepper angegriffen. Alle drei Fahrzeuge werden versenkt. |
| 6. Februar 1945    | HMS Statesman versenkt in der Malakkastraße zwei japanische Segelschiffe mit dem Bordgeschütz. |
| 7. Februar 1945    | HMS Subtle versenkt östlich der Nikobaren bei Position 7° 28′ N, 94° 56′ O ein japanisches Küstenmotorschiff. |
| 8. Februar 1945    | HMS Spark wird von einem japanischen Geleitschiff mit 16 Wasserbomben angegriffen. Das U-Boot kann unbeschadet entkommen. |
| 15. Februar 1945   | HMS Sanguine läuft vom Stapel. |
| 17. Februar 1945   | HMS Statesman versenkt in der Malakkastraße bei Position 4° 26′ N, 98° 16′ O den japanischen Trawler Matsujima Maru Nr. 3 und die drei japanischen Küstenmotorschiffe Nippon Maru Nr. 19, Nanyo Maru Nr. 17 und Nippon Maru Nr. 14 mit dem Deckgeschütz. |
| 18. Februar 1945   | Die Royal Navy stellt HMS Spur in Dienst. |
| 20. Februar 1945   | HMS Statesman versenkt mit dem Bordgeschütz einen kleinen japanischen Tanker in der Malakkastraße. |
| 23. Februar 1945   | HMS Sea Scout versenkt in der Straße von Malakka zwei japanische Segelschiffe mit Bordartillerie. |
| 26. Februar 1945   | HMS Sea Scout versenkt in der Straße von Malakka zwei japanische Segelschiffe mit Bordartillerie. |
| 27. Februar 1945   | HMS Sea Dog rettet im Golf von Bengalen insgesamt vier abgesprungene US-amerikanische Piloten. Die Amerikaner werden später an ein Flugboot übergeben. |
| 28. Februar 1945   | HMS Sea Scout versenkt in der Straße von Malakka zwei japanische Segelschiffe mit Bordartillerie. |
| 1. März 1945       | HMS Supreme versenkt vor der Ostküste Sumatras ein japanisches Segelschiff mit dem Bordgeschütz. |
| 3. März 1945       | Sealion wird vor der Isle of Arran als Sonar-Übungs-Ziel versenkt. |
| 4. März 1945       | - HMS Sea Scout versenkt in der Malakkastraße ein japanisches Sampan mit dem Deckgeschütz. - HMS Supreme versenkt vor der Ostküste Sumatras ein japanisches Segelschiff mit dem Bordgeschütz. |
| 5. März 1945       | - HMS Sea Scout versenkt in der Malakkastraße ein japanisches Segelschiff mit dem Deckgeschütz. - HMS Sturdy versenkt in der östlichen Javasee zwei kleine japanische Landungsboote mit Bordartillerie. - HMS Supreme versenkt vor der Ostküste Sumatras ein japanisches Segelschiff mit dem Bordgeschütz. |
| 6. März 1945       | HMS Supreme versenkt vor der Ostküste Sumatras ein japanisches Segelschiff mit dem Bordgeschütz. |
| 8. März 1945       | HMS Scythian versenkt mit dem Deckgeschütz drei japanische Segelschiffe vor der Burmesischen Küste. |
| 10. März 1945      | HMS Supreme versenkt mit dem Deckgeschütz zwei japanische Küstenmotorschiffe vor der Ostküste Sumatras. |
| 14. März 1945      | - HMS Scythian versenkt mit dem Deckgeschütz drei japanische Segelschiffe vor der Burmesischen Küste. - HMS Spirit versenkt vor der Insel Massalambo in der Javasee bei Position 5° 34′ S, 114° 26′ O das japanische Küstenmotorschiff Ryuho Maru (ca. 300 BRT) mit dem Deckgeschütz. - HMS Subtle versenkt in der Malakkastraße zwei japanische Segelschiffe mit Bordartillerie. - HMS Saga läuft vom Stapel. |
| 15. März 1945      | HMS Scythian versenkt mit dem Deckgeschütz zwei japanische Segelschiffe vor der birmanischen Küste. |
| 16. März 1945      | Die Royal Navy stellt HMS Scorcher in Dienst. |
| 19. März 1945      | HMS Selene beschädigt nordöstlich von Sumatra (Niederländisch Ostindien) ein japanisches Segelschiff mit dem Deckgeschütz. |
| 21. März 1945      | HMS Subtle versenkt in der Malakkastraße ein japanisches Segelschiff mit dem Deckgeschütz. |
| 22. März 1945      | HMS Selene versenkt mit Bordartillerie nordöstlich von Sumatra drei japanische Segelschiffe. |
| 24. März 1945      | HMS Stygian versenkt mit dem Deckgeschütz ein japanisches Küstenmotorschiff nördlich von Bali (Niederländisch Ostindien). |
| 29. März 1945      | HMS Spark versenkt in der Floressee ein japanisches Küstenmotorschiff mit dem Deckgeschütz. |
| 31. März 1945      | HMS Spark versenkt in der Floressee ein japanisches Küstenmotorschiff mit dem Deckgeschütz. |
| 2. April 1945      | HMS Stygian versenkt in der südlichen Javasee vor Kangean bei Position 7° 2′ S, 115° 32′ O ein japanisches Küstenmotorschiff mit dem Deckgeschütz. |
| 5. April 1945      | HMS Statesman versenkt in der Malakkastraße sieben kleine japanische Landungsboote mit dem Bordgeschütz und Sprengladungen. |
| 6. April 1945      | HMS Statesman versenkt in der Malakkastraße drei kleine japanische Landungsboote und sechs Segelschiffe mit dem Deckgeschütz. |
| 7. April 1945      | HMS Statesman versenkt in der Malakkastraße ein japanisches Segelschiff mit dem Bordgeschütz. |
| 8. April 1945      | HMS Statesman versenkt in der Malakkastraße ein japanisches Segelschiff mit dem Bordgeschütz. |
| 10. April 1945     | - HMS Statesman versenkt in der Malakkastraße zwei japanische Segelschiffe mit dem Bordgeschütz. - HMS Stygian versenkt mit dem Bordgeschütz zwei japanische Küstenmotorschiffe in der Javasee. |
| 11. April 1945     | HMS Statesman versenkt in der Malakkastraße drei japanische Leichter mit dem Bordgeschütz. |
| 12. April 1945     | HMS Stygian versenkt bei Bali zwei japanische Küstenmotorschiffe mit dem Deckgeschütz. Am selben Tag werden bei Position 8° 5′ S, 115° 6′ O der japanische Hilfsminensucher Wa 104 (ex niederl. Djember, 175 ts) versenkt und der Hilfs-U-Jäger Cha 104 beschädigt. |
| 15. April 1945     | HMS Statesman versenkt in der Malakkastraße ein japanisches Segelschiff mit dem Bordgeschütz. |
| 23. April 1945     | HMS Seneschal läuft vom Stapel. |
| 25. April 1945     | HMS Sea Scout versenkt vor Sumbawa (Niederländisch Ostindien) ein japanisches Küstenmotorschiff mit Bordartillerie. |
| 26. April 1945     | HMS Sleuth versenkt gemeinsam mit HMS Solent vor Kalambau in der Javasee bei Position 4° 50′ S, 115° 40′ O den japanischen Hilfsminensucher Wa 3 (215 ts) mit Bordartillerie. |
| 1. Mai 1945        | HMS Statesman versenkt in der Malakkastraße eine kleinere japanische Einheit. |
| 5. Mai 1945        | - HMS Scythian versenkt in der Straße von Malakka eine kleine japanische Einheit mit dem Deckgeschütz. - HMS Statesman versenkt in der Malakkastraße zwei japanische Segelschiffe mit dem Bordgeschütz. |
| 7. Mai 1945        | HMS Supreme versenkt im Golf von Siam zwei japanische Küstenmotorschiffe und ein Segelschiff mit Bordartillerie. |
| 9. Mai 1945        | HMS Statesman bringt in der Straße von Malakka ein japanisches Segelschiff auf und versenkt es mit Sprengladungen. |
| 10. Mai 1945       | HMS Statesman und HMS Subtle klären in der Malakkastraße zwei japanische Kriegsschiffe auf. Der schwere Kreuzer Haguro und der Zerstörer Kamikaze sind auf dem Weg von Singapur nach den Andamanen. Aufgrund der Entdeckung des japanischen Verbandes stellt die Royal Navy kurzfristig in Trincomalee (Ceylon) eine Task-Force aus zwei Schlachtschiffen, einem schweren Kreuzer, zwei leichten Kreuzern, vier Geleitträgern und acht Zerstörern auf. Die Haguro wird am 16. Mai von den überlegenen Kräften versenkt, während die Kamikaze sich absetzen kann. |
| 12. Mai 1945       | Die Royal Navy stellt HMS Sea Devil in Dienst. |
| 13. Mai 1945       | Die Royal Navy stellt HMS Sanguine in Dienst. |
| 14. Mai 1945       | HMS Springer läuft vom Stapel. |
| 15. Mai 1945       | HMS Statesman versenkt in der Malakkastraße ein japanisches Küstenmotorschiff mit dem Deckgeschütz. |
| 18. Mai 1945       | HMS Sea Dog versenkt nördlich von Sumatra (Niederländisch Ostindien) ein japanisches Küstenmotorschiff mit Torpedos. |
| 19. Mai 1945       | HMS Scythian versenkt in der Straße von Malakka ein japanisches Segelschiff mit dem Deckgeschütz. |
| 20. Mai 1945       | HMS Sea Dog versenkt nördlich von Sumatra (Niederländisch Ostindien) ein japanisches Segelschiff mit dem Deckgeschütz. |
| 31. Mai 1945       | Zwischen dem 8. und dem 31. Mai 1945 versenkt HMS Sibyl fünf japanische Segelschiffe in der Straße von Malakka. |
| 14. Juni 1945      | Die Royal Navy stellt HMS Saga in Dienst. |
| 23. Juni 1945      | Seawolf wird in Halifax (Nova Scotia) stillgelegt. |
| 25. Juni 1945      | HMS Selene versenkt mit Bordartillerie im Golf von Siam zwei japanische Küstenmotorschiffe und ein Segelschiff. |
| 26. Juni 1945      | HMS Statesman versenkt nördlich von Sumatra (Niederländisch Ostindien) ein japanisches Segelschiff mit dem Bordgeschütz. |
| 28. Juni 1945      | HMS Solent versenkt nördlich von Bangka ein japanisches Landungsboot mit dem Deckgeschütz. Bei diesem Angriff wird ein weiteres Landungsboot beschädigt. |
| 1. Juli 1945       | HMS Sea Scout versenkt im Golf von Siam einen japanischen Schlepper, ein Küstenmotorschiff und fünf Leichter mit dem Deckgeschütz. |
| 2. Juli 1945       | HMS Selene versenkt im Golf von Siam ein japanisches Küstenmotorschiff mit dem Deckgeschütz. |
| 3. Juli 1945       | HMS Selene beschädigt mit dem Deckgeschütz ein japanisches Küstenmotorschiff im Golf von Siam. |
| 7. Juli 1945       | HMS Sea Scout versenkt im Golf von Siam ein japanisches Segelschiff mit dem Deckgeschütz. |
| 9. Juli 1945       | HMS Sea Scout versenkt mit dem Deckgeschütz drei japanische Segelschiffe im Golf von Siam. |
| 10. Juli 1945      | Bis zum 10. Juli 1945 versenkt HMS Sibyl in der Malakkastraße weitere 11 kleinere japanische Transporteinheiten. |
| 12. Juli 1945      | HMS Supreme versenkt mit dem Deckgeschütz eine kleine japanische Einheit im Golf von Siam. |
| 14. Juli 1945      | HMS Supreme versenkt im Golf von Siam einen japanischen Schlepper und einen Leichter mit dem Deckgeschütz. |
| 15. Juli 1945      | HMS Supreme versenkt im Golf von Siam drei japanische Küstenmotorschiffe dem Bordgeschütz. |
| 24. Juli 1945      | HMS Sea Dog versenkt in der Straße von Malakka ein japanisches Segelschiff mit dem Deckgeschütz. |
| 25. Juli 1945      | HMS Stubborn versenkt in der Javasee bei Position das japanische Patrouillenboot No.2 (ex Zerstörer Nadakaze; 1350 ts) mit einem Viererfächer. Nach der Ermordung eines Überlebenden befiehlt der Kommandant der Stubborn, Albert-George Davies, auch die anderen Schiffbrüchigen zu erschießen, um Zeugen zu beseitigen. Der Befehl kann nicht umgesetzt werden, da ein japanisches Flugzeug das U-Boot zum Abtauchen zwingt. |
| 26. Juli 1945      | HMS Sea Dog versenkt in der Straße von Malakka ein japanisches Segelschiff. |
| 27. Juli 1945      | - HMS Sea Dog versenkt in der Straße von Malakka ein japanisches Segelschiff mit dem Deckgeschütz. - HMS Stubborn versenkt in der östlichen Javasee eine kleine japanische Einheit mit dem Deckgeschütz. - HMS Sentinel läuft vom Stapel. |
| 28. Juli 1945      | HMS Stubborn versenkt in der östlichen Javasee eine kleine japanische Einheit mit dem Deckgeschütz. |
| 29. Juli 1945      | HMS Sea Dog versenkt in der Straße von Malakka ein japanisches Segelschiff. |
| 1. August 1945     | HMS Shalimar versenkt in der südlichen Malakkastraße ein japanisches Segelschiff mit dem Deckgeschütz. |
| 2. August 1945     | Sea Dog versenkt gemeinsam mit Shalimar einen japanischen Leichter und einen japanischen Schlepper in der südlichen Malakkastraße mit dem Deckgeschütz. |
| 2. August 1945     | Die Royal Navy stellt HMS Springer in Dienst. |
| 3. August 1945     | HMS Shalimar versenkt in der südlichen Malakkastraße einen japanischen Schlepper und einen Leichter mit dem Deckgeschütz. |
| 5. August 1945     | HMS Sea Dog versenkt gemeinsam mit HMS Shalimar in der südlichen Straße von Malakka ein japanisches Küstenmotorschiff mit dem Deckgeschütz. |
| 7. August 1945     | HMS Shalimar versenkt in der Straße von Malakka ein japanisches Küstenmotorschiff mit dem Deckgeschütz. |
| 14. August 1945    | HMS Statesman versenkt in der Malakkastraße fünf japanische Segelschiffe. |
| 15. August 1945    | - Zwischen dem 5. August und dem 15. August versenken HMS Sleuth und HMS Solent 15 japanische Segelschiffe im Golf von Siam. - HMS Sea Scout versenkt im Golf von Siam ein japanisches Patrouillenboot mit dem Deckgeschütz. - HMS Solent versenkt im Golf von Siam ein japanisches Patrouillenboot. |
| 18. August 1945    | Statesman torpediert und versenkt in der Malakkastraße ein treibendes Wrack. Wahrscheinlich handelt es sich um ein japanisches Küstenmotorschiff. Die Versenkung gilt als der letzte erfolgreicher Torpedoangriff eines U-Bootes des Zweiten Weltkrieges. |
| 23. August 1945    | HMS Spur meldet für den Zeitraum seit dem 3. August die Versenkung von 11 japanischen Dschunken in der Malakkastraße. |
| 6. September 1945  | Die Royal Navy stellt HMS Seneschal in Dienst. |
| 14. September 1945 | Die Königlich Niederländische Marine stellt die Hr. Ms. Zeehond (ex HMS Sturgeon) in Dundee außer Dienst und gibt sie an die britische Royal Navy zurück. |
| November 1945      | Seawolf wird in Montreal (Kanada) verschrottet. |
| 17. November 1945  | Die Royal Navy unterstellt HMS Sturgeon wieder ihrem Kommando. |
| 28. Dezember 1945  | Die Royal Navy stellt HMS Sentinel in Dienst. |

## Nach 1945
Bis 1950 werden 19 Einheiten verschrottet oder bei Tests zerstört. 1948 kauft Portugal drei U-Boote. 1951/52 werden drei Boote an Frankreich verliehen, von denen eines schon 1952 bei einem Unfall sinkt. Ein britisches U-Boot sinkt 1955 infolge einer Torpedoexplosion. 1958 übernimmt Israel zwei U-Boote. Die letzten S-Boote in britischem Dienst werden 1963 außer Dienst gestellt. Portugal stellt seine S-Boote 1969 außer Dienst. Das letzte israelische Boot wird 1972 verschrottet.
| Datum              | |
| ------------------ | --- |
| 7. Januar 1946     | HMS Safari wird zur Verschrottung verkauft. |
| 8. Januar 1946     | Safari sinkt östlich von Portland beim Transport zur Verschrottung. |
| 10. Februar 1946   | Saga kollidiert im Ärmelkanal mit dem Trawler Girl Lena. Der Trawler sinkt. |
| April 1946         | Strongbow wird in Preston (England) verschrottet. |
| 30. April 1946     | Stubborn wird vor Malta als ASDIC-Übungsziel versenkt. |
| 14. Juli 1946      | Shakespeare wird zur Verschrottung verkauft. |
| 1947               | Sturgeon wird in Granton verschrottet. |
| 4. Juni 1947       | HMS Seneschal wird bei einer Explosion beschädigt. |
| 24. Dezember 1947  | HMS Sea Dog wird zur Verschrottung verkauft. |
| 1948               | HMS Stoic wird bei Zerstörungstests in 183 m Tiefe zerdrückt. |
| März 1948          | Sibyl wird verschrottet. |
| Juni 1948          | Sea Nymph wird in Troon (Schottland) verschrottet. |
| August 1948        | - Sea Dog wird in Troon verschrottet. - Spearhead wird an Portugal übergeben und von der Portugiesischen Marine mit dem Namen Neptuno in Dienst gestellt. |
| 11. Oktober 1948   | Saga wird an Portugal übergeben und von der Portugiesischen Marine mit dem Namen Nautilio in Dienst gestellt. |
| November 1948      | Spur wird an die portugiesische Marine übergeben und in Narval umbenannt. |
| 8. August 1949     | HMS Sceptre wird bei einer Batterieexplosion schwer beschädigt. Das Boot wird nicht mehr repariert. |
| September 1949     | Sceptre wird in Gateshead (England) verschrottet. |
| Oktober 1949       | - Sea Rover wird zur Verschrottung verkauft und in Faslane (Schottland) abgebrochen. - Storm wird zur Verschrottung verkauft und anschließend in Troon abgebrochen.                                                                                                 |
| 28. Oktober 1949   | - HMS Surf wird zur Verschrottung verkauft. - Stygian wird zur Verschrottung verkauft und anschließend abgewrackt. |
| 29. Oktober 1949   | Spark wird zur Verschrottung verkauft und in Faslane abgebrochen. |
| 1950               | - Shalimar wird in Troon verschrottet. - Das gehobene Wrack der Stoic wird zur Verschrottung verkauft. - Supreme wird zur Verschrottung verkauft und später in Troon abgebrochen. - Surf wird in Faslane abgewrackt. - Spirit wird in Grays (England) verschrottet. |
| 1951               | Die Marine Nationale übernimmt die Sportsman und stellt sie mit dem Namen Sibylle in Dienst. Das U-Boot geht am 23. September 1952 bei einem Unfall verloren. |
| 1952               | Die französische Marine übernimmt die Statesman und stellt sie mit dem Namen Sultane in Dienst. Das U-Boot bleibt bis 1959 in französischem Dienst. |
| 25. Januar 1952    | Die französische Marine übernimmt die Spiteful und stellt sie mit dem Namen Sirène in Dienst. Das U-Boot bleibt bis 1958 in französischem Dienst. |
| Februar 1952       | Die französische Marine übernimmt die Satyr und stellt sie mit dem Namen Saphir in Dienst. Das U-Boot bleibt bis 1961 in französischem Dienst. |
| 13. Juni 1952      | HMS Sleuth kollidiert im Hafen von Portland mit dem Zerstörer HMS Zephyr. |
| 14. Juni 1952      | HMS Seneschal kollidiert südlich der Isle of Wight mit der dänischen Fregatte Thetis und wird beschädigt. |
| 23. September 1952 | Das französische U-Boot Sibylle (ex HMS Sportsman) sinkt 40 NM östlich von Toulon mit der gesamten Besatzung von 47 Mann. |
| 1. Februar 1953    | HMS Sirdar sinkt nach Wassereinbruch in einem Trockendock in Sheerness (England). |
| 16. Juni 1955      | Sidon sinkt im Hafen von Portland infolge der Explosion eines Torpedos mit Wasserstoffperoxidantrieb. 13 britische Seeleute finden den Tod. Das Wrack und die Leichen werden am 23. Juni geborgen. Das U-Boot wird im Juni 1957 als Sonarziel versenkt.             |
| 9. Juli 1955       | HMS Sturdy wird bei einer Explosion schwer beschädigt. |
| 4. Februar 1956    | HMS Scorcher wird bei einer Kollision beschädigt. |
| 22. November 1956  | An Bord der HMS Scorcher bricht ein Feuer aus. |
| Juli 1957          | Sturdy wird zur Verschrottung verkauft und 1958 in Tyne abgebrochen. |
| 1958               | Sanguine wird an Israel übergeben und von der Israelischen Marine mit dem Namen Rahav (רחב) in Dienst gestellt. |
| 15. September 1958 | Sleuth wird in Charlestown verschrottet. |
| 9. Oktober 1958    | Springer wird an die israelische Marine übergeben und in Tanin umbenannt. |
| November 1958      | Frankreich gibt die Sirène (ex HMS Spiteful) an Großbritannien zurück. |
| Juli 1959          | Subtle wird verschrottet. |
| 5. November 1959   | Frankreich gibt die Sultane (ex HMS Statesman) an Großbritannien zurück. |
| 8. August 1960     | Scythian wird in Charlestown verschrottet. |
| 23. August 1960    | Seneschal wird in Dunston verschrottet. |
| 3. Januar 1961     | Statesman wird zur Verschrottung verkauft. |
| 6. Juni 1961       | Selene wird verschrottet. |
| 28. August 1961    | Solent wird verschrottet. |
| 28. Februar 1962   | Sentinel wird zur Verschrottung verkauft und in Gillingham (England) abgebrochen. |
| 4. April 1962      | HMS Satyr wird zur Verschrottung verkauft. |
| Juni 1962          | Satyr (franz. Saphir) wird verschrottet. |
| 4. Juni 1962       | Sea Devil wird in Newhaven verschrottet. |
| August 1961        | Frankreich gibt die Saphir (ex HMS Satyr) an Großbritannien zurück. |
| September 1962     | Die Royal Navy stellt HMS Sea Scout außer Dienst. |
| 14. September 1962 | Scorcher wird in Charlestown verschrottet. |
| 15. Juli 1963      | Spiteful (franz. Sirène) wird verschrottet. |
| 19. November 1964  | Scotsman wird in Troon verschrottet. |
| 31. Mai 1965       | Sirdar wird in Bo’ness (Schottland) verschrottet. |
| 14. Dezember 1965  | Sea Scout wird in Briton Ferry (Wales) verschrottet. |
| 20. Dezember 1965  | Seraph wird in Briton Ferry (Wales) verschrottet. |
| 1. September 1967  | Neptuno (ex Spearhead) wird von der der portugiesischen Marine außer Dienst gestellt und anschließend verschrottet. |
| 1969               | - Die Portugiesische Marine legt Nautilio (ex Saga) und Narval (ex Spur) still. - Die israelische Rahav (ex Sanguine) wird in Haifa verschrottet. |
| 1972               | Die israelische Tanin (ex Springer) wird verschrottet. |

## Erläuterungen und Einzelnachweise
1. ↑  Die Quellen uboat.net (Siehe: Weblinks) und Robert Hutchinson (Siehe: Literatur) geben beim Datum der Indienststellung teilweise sehr unterschiedliche Daten an. Bagnasco gibt keine Datumsangaben für einzelne U-Boote an. Der Text nimmt die Angaben aus dem uboat.net als Grundlage. Laut uboat.net wurde die Swordfish am 28. November 1932 in Dienst gestellt. Hutchinson gibt den 16. September 1932 an. Andere Widersprüche werden über weitere Fußnoten erwähnt.
2. ↑  Das uboat.net gibt für die Indienststellung der Sturgeon den 27. Februar 1933 an. Hutchinson gibt den 15. Dezember 1932 an.
3. ↑  Das uboat.net gibt für die Indienststellung der Seahorse den 2. Oktober 1933 an. Hutchinson gibt den 26. Juli 1933 an.
4. ↑  Das uboat.net gibt für die Indienststellung der Starfish den 27. Oktober 1933 an. Hutchinson gibt den 3. Juli 1933 an.
5. ↑  Das uboat.net gibt für die Indienststellung der Shark den 31. Dezember 1934 an. Hutchinson gibt den 5. Oktober 1934 an.
6. ↑  Hutchinson erwähnt die Sterlet nicht. Bagnasco und das uboat.net teilen sie der 2. Baugruppe zu.
7. ↑  Das uboat.net gibt für die Position der Versenkung von U 36 unter U 36 (Memento vom 18. März 2012 auf WebCite) den Wert 57° 0′ N, 5° 20′ O an. Unter HMS Salmon wird aber die Position 57° 0′ N, 2° 47′ O angegeben.
8. ↑  Siehe Cygnus auf www.warsailors.com/homefleet. (engl.)
9. ↑  Siehe Toran auf www.warsailors.com/homefleet. (engl.)
10. ↑  Siehe Delfinus auf www.warsailors.com/homefleet (engl.)
11. ↑  Siehe Dixie auf www.warsailors.com/homefleet. (engl.)
12. ↑  Siehe Ryfylke auf www.warsailors.com/homefleet. (engl.)
13. ↑  Siehe Vesco auf www.warsailors.com/homefleet. (engl.)
14. ↑  Siehe Island auf www.warsailors.com/homefleet. (engl.)
15. ↑  Das uboat.net gibt für die Indienststellung der P 222 den 4. März 1942 an. Hutchinson gibt den 3. November 1942 an.
16. ↑  Das uboat.net gibt für die Indienststellung der Safari den 14. März 1942 an. Hutchinson gibt den 15. Februar 1942 an.
17. ↑  Das uboat.net gibt für die Indienststellung der Sahib den 13. März 1942 an. Hutchinson gibt den 30. Mai 1942 an.
18. ↑  Das uboat.net gibt für die Indienststellung der Seraph den 10. Juni 1942 an. Hutchinson gibt den 27. Mai 1942 an.
19. ↑  Das uboat.net gibt für die Indienststellung der Splendid den 8. August 1942 an. Hutchinson gibt den 4. August 1942 an.
20. 1 2 3  siehe auch: British Submarines of World War Two - HMS/M Seraph (Memento vom 30. Juni 2012 im Webarchiv archive.today)
21. ↑  Das uboat.net gibt für die Indienststellung der Sea Nymph den 3. November 1942 an. Hutchinson gibt den 29. Juli 1942 an.
22. ↑  Granito (Memento vom 29. August 2003 im Internet Archive) auf regiamarina.net (engl.)
23. ↑  wlb-stuttgart.de
24. ↑  Das uboat.net gibt für die Indienststellung der Simoom den 30. Dezember 1942 an. Hutchinson gibt den 28. November 1942 an.
25. ↑  Das uboat.net gibt für die Indienststellung der Satyr den 8. Februar 1943 an. Hutchinson gibt den 28. September 1942 an.
26. ↑  Das uboat.net gibt für die Indienststellung der Sceptre den 15. April 1943 an. Hutchinson gibt den Januar 1943 an.
27. ↑  Das uboat.net gibt für die Indienststellung der Syrtis den 23. April 1943 an. Hutchinson gibt den 24. März 1943 an.
28. ↑  Ein Spielfilm über die Geheimdienstoperation wurde 1956 unter dem Titel The Man Who Never Was (dt.: Der Mann, den es nie gab) produziert. Im Film übernahm die HMS Scythian die Rolle von HMS Seraph.
29. ↑  Siehe Liv auf www.warsailors.com/homefleet. (engl.)
30. ↑  Das uboat.net gibt für die Indienststellung der Stoic den 29. Juni 1943 an. Hutchinson gibt den 31. Mai 1943 an.
31. ↑  Das uboat.net gibt für die Indienststellung der Storm den 23. August 1943 an. Hutchinson gibt den 9. Juli 1943 an.
32. ↑  Der französische Transporter Felix Henri wurde von der französischen Marine 1940 in einen Hilfskreuzer umgebaut. Das Schiff wurde am 14. Dezember 1942 in Marseille von den Deutschen erbeutet und als Geleitschiff eingesetzt.
33. ↑  Siehe Velella (Memento vom 26. September 2007 im Internet Archive) auf regiamarina.net. (engl.)
34. ↑  Das uboat.net gibt für die Indienststellung der Sirdar den 20. September 1943 an. Hutchinson gibt den 18. August 1943 an.
35. ↑  siehe schlachtschiff.com (Memento vom 28. September 2007 im Internet Archive)
36. 1 2  Das uboat.net gibt sowohl für HMS Spur als auch HMS Springer dieselbe Turmnummer 265 an.
37. ↑  Das uboat.net gibt für die Indienststellung der Strongbow den 23. Dezember 1943 an. Hutchinson gibt den 17. November 1943 an.
38. ↑  Das uboat.net gibt für die Indienststellung der Sturdy den 29. Dezember 1943 an. Hutchinson gibt den 29. November 1943 an.
39. ↑  Quelle: British Submarines of World War Two (Memento vom 27. August 2007 im Internet Archive)
40. ↑  Quelle: www.wlb-stuttgart.de/seekrieg/kriegsrecht/transporte.htm
41. ↑  Siehe Jupiter auf www.warsailors.com/homefleet. (engl.)
42. ↑  Siehe Narvik auf warsailors.com/homefleet. (engl.)
43. ↑  Siehe Nordnorge auf www.warsailors.com/homefleet. (engl.)
44. ↑  Siehe combinedfleet.com (engl.)
45. ↑  Das uboat.net gibt für die Indienststellung der Subtle den 16. April 1944 an. Hutchinson gibt den 11. März 1944 an.
46. ↑  Das uboat.net gibt für die Indienststellung der Shalimar den 22. April 1944 an. Hutchinson gibt den 3. April 1944 an.
47. ↑  Das uboat.net gibt für die Indienststellung der Sea Scout den 19. Juni 1944 an. Hutchinson gibt den 15. Mai 1944 an.
48. ↑  Das uboat.net gibt für die Indienststellung der Selene den 14. Juli 1944 an. Hutchinson gibt den 10. Juni 1944 an.
49. ↑  Das uboat.net gibt für die Indienststellung der Scythian den 11. August 1944 an. Hutchinson gibt den 11. Juli 1944 an.
50. ↑  Das uboat.net gibt für die Indienststellung der Solent den 7. September 1944 an. Hutchinson gibt den 29. Juli 1944 an.
51. ↑  Siehe Vela auf warsailors.com/homefleet. (engl.)
52. ↑  Das uboat.net gibt für die Indienststellung der Sleuth den 8. Oktober 1944 an. Hutchinson gibt den 2. September 1944 an.
53. ↑  Das uboat.net gibt für die Indienststellung der Sidon den 23. November 1944 an. Hutchinson gibt den 24. Oktober 1944 an.
54. ↑  Das uboat.net gibt für die Indienststellung der Scotsman den 9. Dezember 1944 an. Hutchinson gibt den 27. Oktober 1944 an.
55. ↑  Das uboat.net gibt für die Indienststellung der Spearhead den 21. Dezember 1944 an. Hutchinson gibt den 21. November 1944 an.
56. ↑  Das uboat.net gibt für die Indienststellung der Spur den 18. Februar 1945 an. Hutchinson gibt den 6. Januar 1945 an.
57. ↑  Das uboat.net gibt für die Indienststellung der Scorcher den 16. März 1945 an. Hutchinson gibt den 6. Februar 1945 an.
58. ↑  Siehe combinedfleet.com (engl.)
59. ↑  Siehe combinedfleet.com (engl.)
60. ↑  Das uboat.net gibt für die Indienststellung der Sea Devil den 12. Mai 1945 an. Hutchinson gibt den 31. März 1945 an.
61. ↑  Das uboat.net gibt für die Indienststellung der Sanguine den 13. Mai 1945 an. Hutchinson gibt den 15. Februar 1945 an.
62. ↑  Das uboat.net gibt für die Indienststellung der Saga den 14. Juni 1945 an. Hutchinson gibt den 27. Mai 1945 an.
63. ↑  Quelle: wlb-stuttgart.de
64. ↑  Das uboat.net gibt für die Indienststellung der Seneschal den 6. September 1945 an. Hutchinson gibt den 31. Juli 1945 an.
65. ↑  Das uboat.net gibt für die Indienststellung der Sentinel den 28. Dezember 1945 an. Hutchinson gibt den 28. November 1945 an.